# Bergisch Gladbach
Bergisch Gladbach (Platt: Jläbbisch) ist eine große kreisangehörige Stadt im Bergischen Land in Nordrhein-Westfalen. Als Kreisstadt ist sie auch Mittelzentrum des Rheinisch-Bergischen Kreises. Im Westen grenzt sie unmittelbar an Köln, im Norden an Leverkusen, beide sind kreisfreie Städte. Es folgen im Uhrzeigersinn Odenthal, Kürten, Overath und Rösrath, die alle zum Rheinisch-Bergischen Kreis gehören. Mit etwa 110.000 Einwohnern gehört sie zu den kleineren Großstädten in Deutschland.
Die heutige Stadt entstand zum 1. Januar 1975 im Rahmen der Gebietsreform in Nordrhein-Westfalen, als die alte Stadt Bergisch Gladbach durch das Köln-Gesetz mit der bis dahin selbständigen Stadt Bensberg und der Ortschaft Schildgen, die zur Gemeinde Odenthal gehörte, zur neuen Stadt Bergisch Gladbach vereinigt wurde. Durch die Fusion übertraf die Einwohnerzahl die Marke von 100.000 im Jahr 1977, womit Bergisch Gladbach Großstadt wurde.

## Geografie und Klima

### Geografische Lage
Bergisch Gladbach liegt etwa zehn Kilometer östlich des Rheins am kräftig ansteigenden Westrand der Bergischen Höhen gegen die niederrheinische Bucht. Im Westen grenzt die Stadt an Köln. Der höchste Punkt des 83,1 Quadratkilometer großen Stadtgebiets ist der Dreispringen bei Herkenrath (50° 58′ N, 7° 13′ O) mit 267,3 m ü. NHN, der niedrigste liegt bei Diepeschrath auf 51,2 m ü. NHN. Der geographische Mittelpunkt der Stadt befindet sich südlich von Haus Lerbach bei Eicherhof. Die größte Ausdehnung des Stadtgebiets beträgt in Nord-Süd-Richtung 11,8 Kilometer und in West-Ost-Richtung 13,5 Kilometer.

### Stadtgliederung

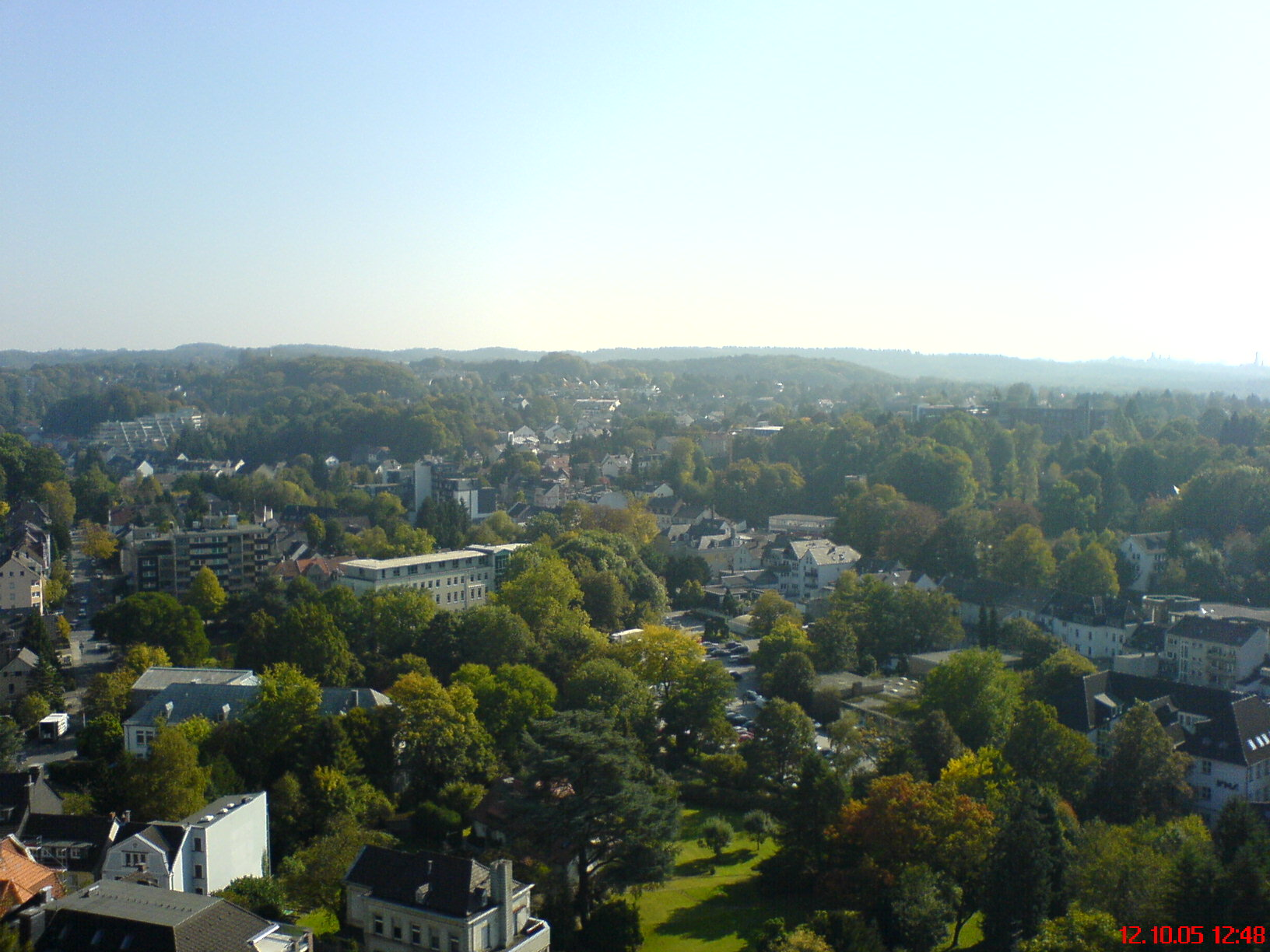
Blick vom Marien-Krankenhaus in Richtung Herkenrath

Die Stadt Bergisch Gladbach ist in sechs statistische Bezirke untergliedert, die fortlaufend nummeriert sind und sich in mehrere Stadtteile unterteilen. Es handelt sich überwiegend um Bezeichnungen für ehemals kleinere Siedlungen, aus denen sich das heutige Stadtgebiet entwickelte oder um Neubaugebiete, deren Namen sich zur besseren Orientierung im Laufe der Zeit eingeprägt haben. Bensberg war bis 1975 eine selbständige Stadt. Schildgen gehörte vor 1975 zur Gemeinde Odenthal.
- Statistischer Bezirk 1: Schildgen (11), Katterbach (12), Nußbaum (13), Paffrath (14), Hand (15)
- Statistischer Bezirk 2: Stadtmitte (21), Hebborn (22), Heidkamp (23), Gronau (24)
- Statistischer Bezirk 3: Romaney (31), Herrenstrunden (32), Sand (33)
- Statistischer Bezirk 4: Herkenrath (41), Asselborn (42), Bärbroich (43)
- Statistischer Bezirk 5: Lückerath (51), Bensberg (52), Bockenberg (53), Kaule (54), Moitzfeld (55)
- Statistischer Bezirk 6: Refrath (61), Alt Refrath (62), Kippekausen (63), Frankenforst (64), Lustheide (65)[3]

### Klimatabelle
|                        | Jan | Feb | Mär  | Apr  | Mai  | Jun  | Jul  | Aug  | Sep  | Okt  | Nov  | Dez |   |      |
| Mittl. Temperatur (°C) | 4,2 | 5,3 | 7,7  | 11,3 | 15,4 | 19,2 | 20,8 | 20,1 | 16,1 | 11,9 | 7,7  | 6,4 | ⌀ | 12,2 |
| Mittl. Tagesmax. (°C)  | 6,7 | 8,9 | 11,8 | 16,1 | 20,7 | 24,4 | 25,8 | 25,6 | 21,4 | 15,7 | 10,6 | 8,8 | ⌀ | 16,4 |
| Mittl. Tagesmin. (°C)  | 1,7 | 2,0 | 3,7  | 5,8  | 10,1 | 14,0 | 15,4 | 15,0 | 11,6 | 8,5  | 4,9  | 3,9 | ⌀ | 8,1  |
|                        |     |     |      |      |      |      |      |      |      |      |      |     |   |      |
| Niederschlag (mm)      | 69  | 62  | 69   | 37   | 51   | 78   | 60   | 71   | 55   | 50   | 71   | 71  | Σ | 744  |

| 1,7 |

| 2,0 |

| 3,7 |

| 5,8 |

| 10,1 |

| 14,0 |

| 15,4 |

| 15,0 |

| 11,6 |

| 8,5 |

| 4,9 |

| 3,9 |

| 1,7 |

| 2,0 |

| 3,7 |

| 5,8 |

| 10,1 |

| 14,0 |

| 15,4 |

| 15,0 |

| 11,6 |

| 8,5 |

| 4,9 |

| 3,9 |

## Geschichte
Neuere Funde und Ausgrabungen in den Jahren 2014 und 2015 haben ergeben, dass im Stadtgebiet schon in der Römerzeit Menschen siedelten. Es wurden römische Kalkbrennöfen gefunden, die dem 1. bzw. 2. Jahrhundert n. Chr. zuzuordnen sind.

### Mittelalter
Die Stadt Bergisch Gladbach wurde 1271 erstmals als Gladebag urkundlich erwähnt. Der Ort entwickelte sich später zum Kern eines aus einer Vielzahl von Wohnplätzen bestehenden Gebietes. Das heutige Stadtgebiet umfasste im Wesentlichen die Honschaften Gladbach, Gronau, Sand, Paffrath, Combüchen im Botenamt Gladbach, Herkenrath, Bensberg, Refrath im Botenamt Herkenrath sowie der Freiheit Bensberg und Teile der Herrschaft Odenthal im Amt Porz im Herzogtum Berg.

### Frühe Neuzeit
1806 kam das Gebiet zunächst unter französische Herrschaft, dann 1808 an das Großherzogtum Berg und 1815 schließlich an Preußen. Dort gehörte es zunächst zur Provinz Jülich-Kleve-Berg und ab 1822 zur Rheinprovinz. Innerhalb Preußens gehörten die Siedlungen zunächst zur Bürgermeisterei Gladbach im Kreis Mülheim am Rhein. In den 1840ern wurde die Fürstenbergische Kunststraße zwischen Mülheim am Rhein und Bergisch Gladbach realisiert. Im Jahr 1848 tauchte der Zusatz Bergisch erstmals in einem Poststempel auf, wenngleich er seit Beginn des 19. Jahrhunderts hin und wieder genannt wurde. 1856 erhielt Bergisch Gladbach die Stadtrechte. Die junge Stadt hatte etwa 5000 Einwohner. Ab 1863 trug die Stadt, insbesondere zur Unterscheidung von München-Gladbach, (zunächst in München Gladbach und später in Mönchengladbach umbenannt) offiziell den Namenszusatz Bergisch.

### Das 20. Jahrhundert
Nachdem Mülheim am Rhein 1914 in die Stadt Köln eingegliedert worden war, entstand 1932 aus dem Restkreis Mülheim und dem Kreis Wipperfürth der Rheinisch-Bergische Kreis. Bergisch Gladbach wurde Kreissitz.
Im Zweiten Weltkrieg wurden Bergisch Gladbach und das Umland weitgehend von Zerstörungen verschont. Dies ist zum großen Teil der mutigen Initiative des Bergisch Gladbacher Bürgers Karl August Vollmann (genannt „Charly“ Vollmann) zu verdanken, durch dessen Verhandlungsgeschick die amerikanischen Offiziere auf eine schon beschlossene Bombardierung Bergisch Gladbachs verzichteten.
Im Zuge der Gebietsreform wurden Bergisch Gladbach und Bensberg unter Einbeziehung des Odenthaler Ortsteils Schildgen am 1. Januar 1975 nach dem Köln-Gesetz zur neuen Stadt Bergisch Gladbach vereinigt. Die Stadt blieb Kreisstadt des etwas vergrößerten Rheinisch-Bergischen Kreises. Bereits 1977 überschritt die Einwohnerzahl die Hunderttausendergrenze und Bergisch Gladbach wurde Großstadt.

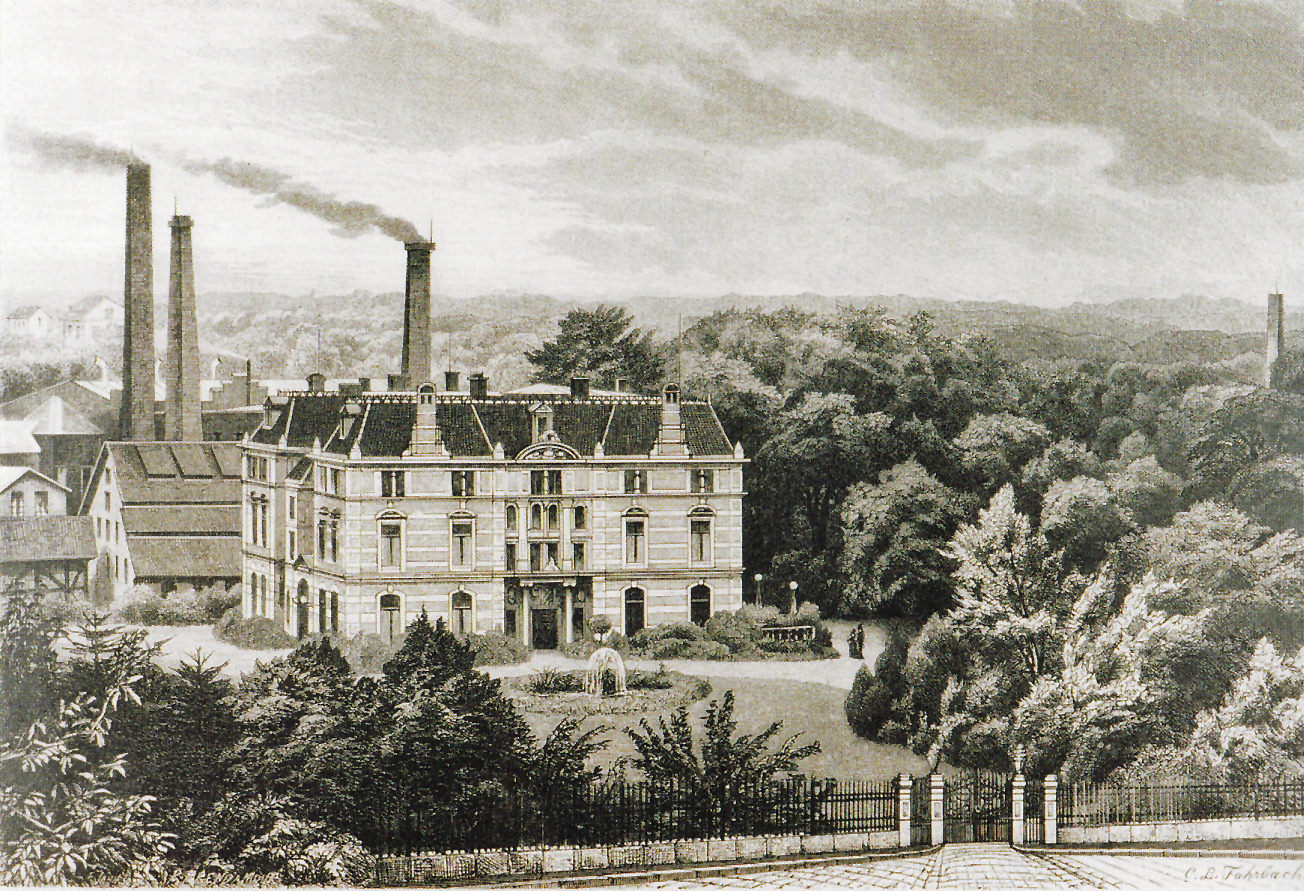
Bergisch Gladbach um 1880

Mit der Zusammenlegung musste man auch neue Strukturen organisieren. Man entschied sich dafür, Wohnplätze einzuführen, die am 3. November 2015 in Stadtteile umgewandelt wurden. Dabei handelte es sich um Gebiete, die teilweise nicht mehr mit den früheren und von den Einwohnern „gefühlten“ Abgrenzungen übereinstimmten. Beispielsweise hatten beide Städte „Zentren“, die man nicht mehr als solche bezeichnen wollte. Der neue Wohnplatz Bensberg behielt mit seinem Zentrum insgesamt den alten Namen. Für die „Mitte“ der alten Stadt Bergisch Gladbach wählte man die Bezeichnung Gladbach. Dies führte vereinzelt zu Missverständnissen; daher beschloss der Rat der Stadt am 12. Januar 1999, dass die Bezeichnung Bergisch Gladbach nun für das gesamte Stadtgebiet gelten soll. Für den bisherigen Wohnplatz Gladbach entschied der Rat, die Bezeichnung Stadtmitte einzuführen. Sie besteht aber keineswegs als „Zentrum“ nur um den Konrad-Adenauer-Platz herum. Sie ist viel größer und hat teilweise noch Gebiete von anderen ehemaligen Stadtteilen hinzuerworben. Beispielsweise ging der frühere Stadtteil Gronau früher bis zum „Driescher Kreuz“; mit der Neugliederung endete Gronau am Bahndamm. Was dazwischen lag, wurde der Stadtmitte zugeschlagen – sogar das Gronauer Wirtshaus. Auch die Gartensiedlung Gronauerwald gehörte neuerdings zu Heidkamp. Die Aufzählung ließe sich weiter fortsetzen.
Das Stadtarchiv Bergisch Gladbach in Heidkamp sichert die historische Überlieferung der Städte Bergisch Gladbach (alte und neue Stadt) und Bensberg sowie ihrer Wohnplätze und Vorgängergemeinden und macht sie der Öffentlichkeit zugänglich.

## Religion

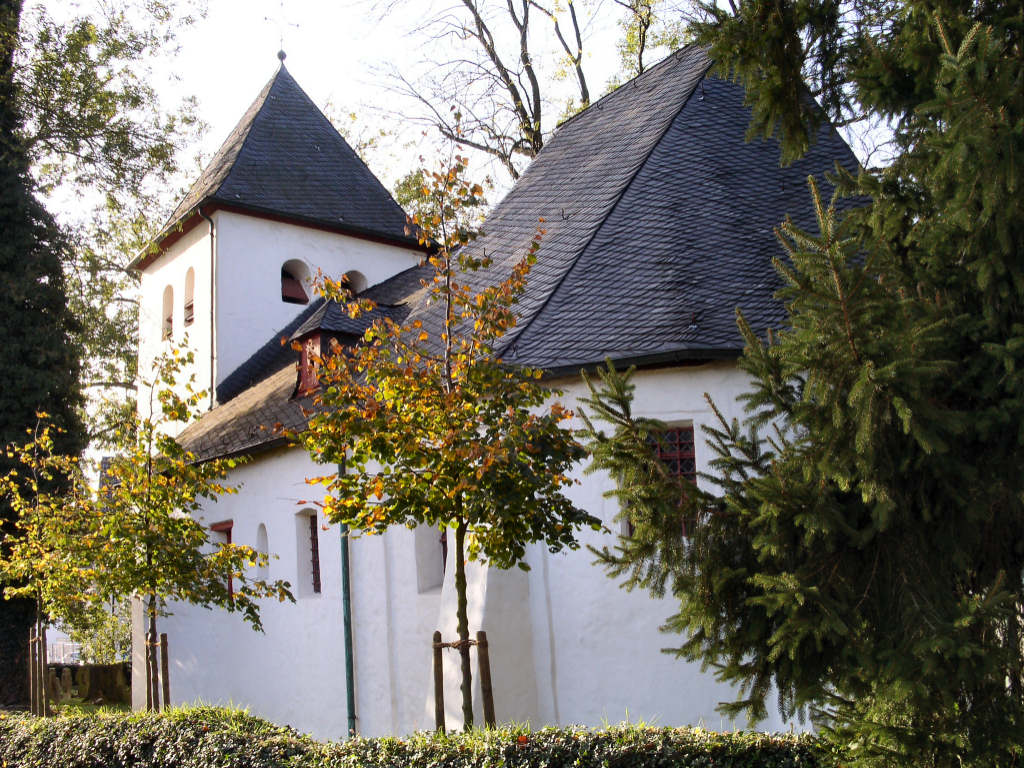
Alte katholische Pfarrkirche Refrath

### Konfessionsstatistik
Laut der Volkszählung 2011 waren 21,2 % der Einwohner evangelisch, 43,7 % römisch-katholisch. 35,1 % waren konfessionslos, gehörten einer anderen Glaubensgemeinschaft an oder machten keine Angaben. Der Anteil der evangelischen und katholischen Kirchenmitglieder an der Gesamtbevölkerung ist seitdem beträchtlich gesunken. Mit Stand vom 31. Dezember 2024 gehörten von den 114.473 Einwohnern 30,9 % der katholischen Kirche an, 15,4 % waren evangelisch und 53,7 % waren konfessionslos, gehörten einer anderen Glaubensgemeinschaft an oder machten keine Angaben. Seit 2018 erfolgten im Amtsgerichtsbezirk Bergisch Gladbach (mit Kürten, Odenthal, Overath, Rösrath) über 1.100 Kirchenaustritte jährlich.

### Geschichte
Das Gebiet der heutigen Großstadt Bergisch Gladbach gehörte schon von Anfang an zum Erzbistum Köln bzw. zu dessen Archidiakonat des Propstes von St. Kunibert, Dekanat Deutz. Als älteste Pfarrkirche im Stadtgebiet gilt die Kirche St. Clemens in Paffrath. Von der Clemens-Pfarrei lösten sich später Gladbach und Sand ab, im 19. und 20. Jahrhundert wurden weitere Pfarreien abgepfarrt, so von Paffrath 1912 Hebborn und 1952 Hand als Pfarrrektorat sowie von Gladbach 1926 Gronau und 1930 Heidkamp. 1927 wurde Katterbach von der Pfarrei Paffrath in das Pfarrrektorat Schildgen umgepfarrt. Seit 1827 gehörten alle katholischen Pfarrgemeinden der Gegend zum Dekanat Mülheim am Rhein. Bensberg wurde 1896 Sitz eines eigenen Dekanats. Heute bilden die Pfarrgemeinden der Stadt insgesamt fünf Seelsorgebereiche, die zum Kreisdekanat Rheinisch-Bergischer Kreis gehören.

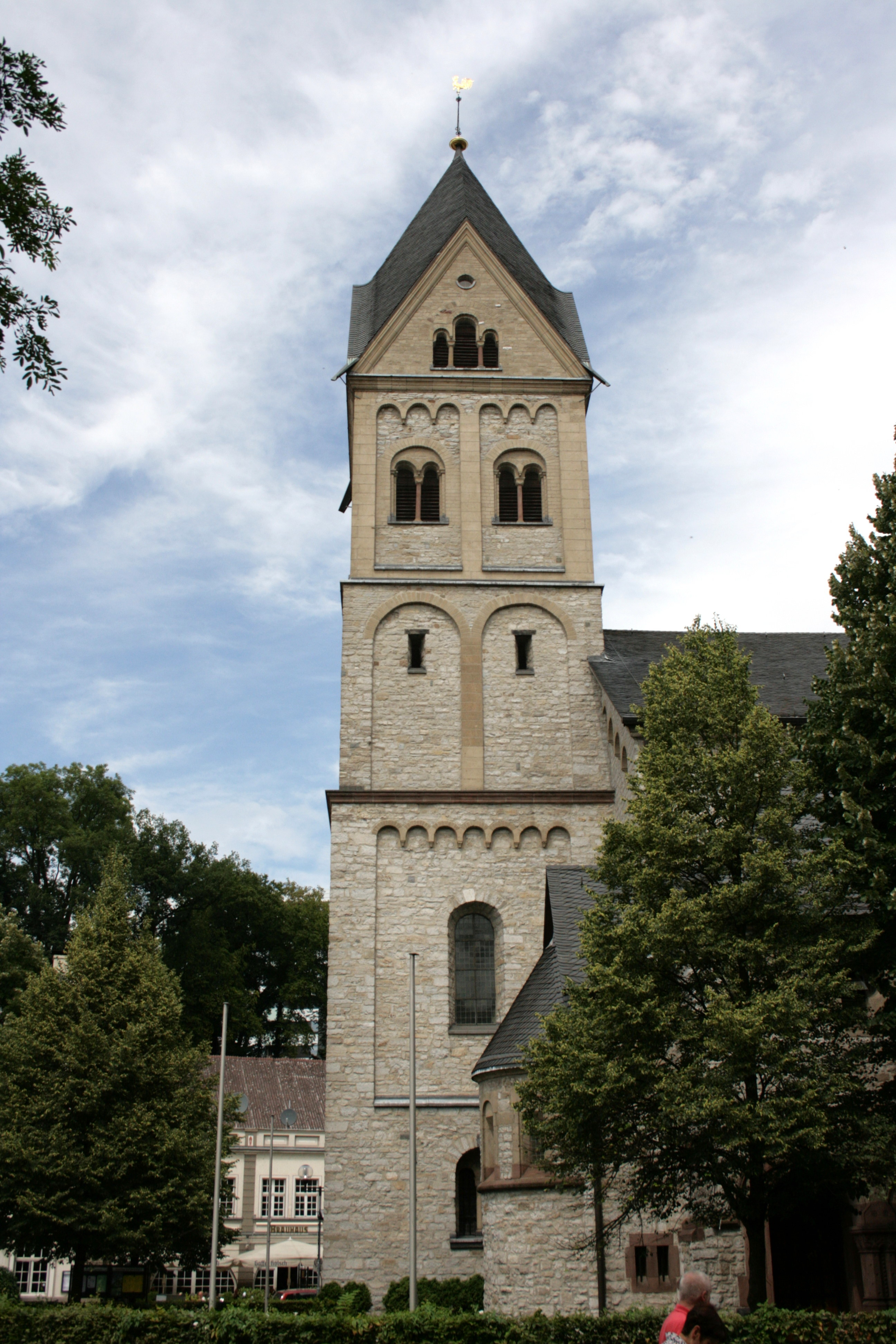
Kirche St. Laurentius

Die heutigen katholischen Kirchen der Stadt sind St. Laurentius (Stadtmitte), St. Marien (Gronau), Heilige Drei Könige (Hebborn), St. Konrad (Hand), St. Josef (Heidkamp), St. Clemens (Paffrath), St. Severin (Sand), Herz Jesu (Schildgen), St. Johannes der Täufer (Herrenstrunden), St. Nikolaus (Bensberg), St. Maria Königin (Frankenforst), St. Antonius Abbas (Herkenrath), St. Joseph (Moitzfeld), St. Elisabeth (Refrath) und St. Johann Baptist (Refrath).

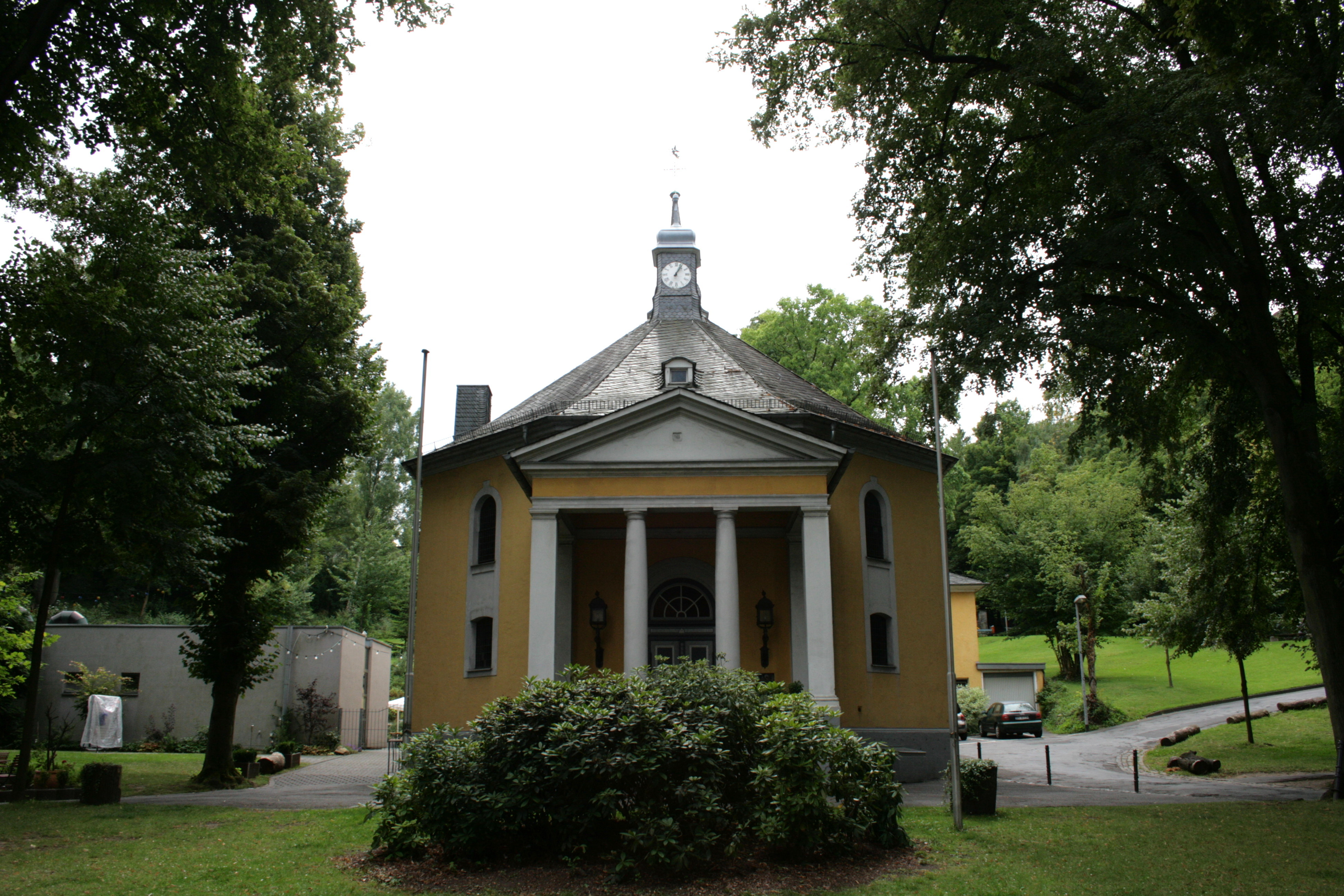
Evangelische Gnadenkirche

In Bergisch Gladbach traten 1582 erstmals auch reformierte Papiermacher auf. Sie gehörten ab 1589 zur Bergischen Synode. 1610 bis 1621 gab es für Bergisch Gladbach und Bensberg einen reformierten Pfarrer. Den Gemeindegliedern wurde die Bensberger Kirche überlassen. Doch übergab der Bergische Amtmann 1618 die Kirche wieder den Katholiken, nachdem der Herzog von Berg 1614 wieder zum Katholizismus übergetreten war. In der Folgezeit wurde die Gegend wieder nahezu komplett katholisch, doch wurden die Protestanten weiter geduldet. Bis 1638 bildeten sie in Bensberg noch eine „heimliche“ Gemeinde und wurden danach von Mülheim am Rhein aus betreut.
1775 gründete der Papierfabrikant Heinrich Schnabel in Bergisch Gladbach wieder eine eigene reformierte Gemeinde, die 1776 eine eigene Kirche baute, die heutige Evangelische Gnadenkirche. Die Gemeinde gehörte zur Düsseldorfer Klasse. In jener Zeit entstand auch eine lutherische Gemeinde. Beide vereinigten sich 1817 zur evangelischen Gemeinde Gladbach, nachdem seinerzeit im gesamten Königreich Preußen, zu dem das Gebiet inzwischen gehörte, die Union zwischen reformierten und lutherischen Gemeinden zur Evangelischen Kirche in Preußen vollzogen worden war. Die Gemeindeglieder Bergisch Gladbachs gehörten dann zur Mülheimer Synode bzw. Mülheimer Klasse und kamen später zum Kirchenkreis Köln innerhalb der rheinischen Provinzialkirche, aus der die heutige Evangelische Kirche im Rheinland hervorging. Auch in Bensberg ließen sich im 19. Jahrhundert wieder Protestanten nieder. Sie hielten im Bensberger Schloss ihre Gottesdienste ab. Die Pfarrer kamen aus Bergisch Gladbach. 1937/1938 konnte die kleine Gemeinde jedoch eine eigene Kirche bauen. Seit der Aufteilung des Kirchenkreises Köln im Jahr 1964 gehören die Kirchengemeinden der Stadt Bergisch Gladbach zum Kirchenkreis Köln-rechtsrheinisch innerhalb des Evangelischen Stadtkirchenverbands Köln der Evangelischen Kirche im Rheinland.
Die heutigen evangelischen Kirchen der Stadt sind Gnadenkirche, Heilig-Geist-Kirche, Kirche Zum Frieden Gottes, Kirche Zum Heilsbrunnen (Evangelische Kirchengemeinde Bergisch Gladbach), Andreaskirche (Evangelische Kirchengemeinde Schildgen/Altenberg), Evangelische Kirche Bensberg, Evangelische Kirche Refrath, Evangelische Kirche Kippekausen, sowie Evangelische Kirche Herkenrath (Evangelische Kirchengemeinde Bensberg).
Neben den beiden großen Kirchen gibt es zwei Evangelisch-Freikirchliche Gemeinden (Baptisten, Brüderbewegung), die Siebenten-Tags-Adventisten, die Neuapostolische Kirche und eine Freie evangelische Gemeinde. Zum 150-jährigen Stadtjubiläum im Jahr 2006 ist eine Dokumentation zur Entwicklung der Glaubensgemeinschaften in Bergisch Gladbach von 1945 bis heute erschienen.

## Einwohnerentwicklung
1895 hatte Bergisch Gladbach rund 10.000 Einwohner, bis 1933 verdoppelte sich diese Zahl. Bis 1960 kam es zu einer weiteren Verdoppelung auf rund 40.000 Einwohner. Am 1. Januar 1975 schlossen sich Bergisch Gladbach mit 51.771 Einwohnern 1974, der größte Teil der Stadt Bensberg mit 47.209 Einwohnern 1974 und der Ortsteil Schildgen der Gemeinde Odenthal zur neuen Stadt Bergisch Gladbach zusammen. 1977 überschritt die Einwohnerzahl der Stadt Bergisch Gladbach die Grenze von 100.000, wodurch sie zur Großstadt wurde. Im Zuge der Flüchtlingskrise wuchs die Einwohnerzahl auf den vorläufigen Höchststand von 111.627 (2017). Der Ausländeranteil stieg auf 10,5 %.
Die folgende Übersicht zeigt die Einwohnerzahlen nach dem jeweiligen Gebietsstand. Bis 1810 handelt es sich meist um Schätzungen, danach um Volkszählungsergebnisse (¹) oder amtliche Fortschreibungen der jeweiligen Statistischen Ämter. Die Angaben beziehen sich ab 1871 auf die „Ortsanwesende Bevölkerung“, ab 1925 auf die Wohnbevölkerung und seit 1987 auf die „Bevölkerung am Ort der Hauptwohnung“. Vor 1871 wurde die Einwohnerzahl nach uneinheitlichen Erhebungsverfahren ermittelt.

Einwohnerentwicklung von Bergisch Gladbach nach nebenstehenden Daten

| Jahr/Datum      | Einwohner |
| --------------- | --------- |
| 1773            | 1.760     |
| 1810            | 2.655     |
| 1. Dez. 1834 1  | 3.764     |
| 1. Dez. 1871 1  | 6.192     |
| 1. Dez. 1885 1  | 7.928     |
| 1. Dez. 1890 1  | 9.500     |
| 2. Dez. 1895 1  | 10.029    |
| 1. Dez. 1900 1  | 11.435    |
| 1. Dez. 1905 1  | 13.411    |
| 1. Dez. 1910 1  | 15.207    |
| 1. Dez. 1916 1  | 14.766    |
| 5. Dez. 1917 1  | 15.551    |
| 8. Okt. 1919 1  | 16.733    |
| 16. Juni 1925 1 | 18.140    |
| 16. Juni 1933 1 | 20.446    |
| 17. Mai 1939 1  | 22.286    |

| Datum           | Einwohner |
| --------------- | --------- |
| 31. Dez. 1945   | 28.444    |
| 29. Okt. 1946 1 | 30.230    |
| 13. Sep. 1950 1 | 32.681    |
| 25. Sep. 1956 1 | 36.392    |
| 6. Juni 1961 1  | 41.902    |
| 31. Dez. 1965   | 46.416    |
| 27. Mai 1970 1  | 49.558    |
| 31. Dez. 1974 1 | 51.771    |
| 1. Jan. 1975 1  | 98.980 2  |
| 31. Dez. 1975   | 99.517    |
| 31. Dez. 1980   | 101.472   |
| 31. Dez. 1985   | 101.112   |
| 25. Mai 1987 1  | 100.589   |
| 31. Dez. 1990   | 104.037   |
| 31. Dez. 1995   | 105.478   |
| 31. Dez. 2000   | 105.693   |

| Datum         | Einwohner |
| ------------- | --------- |
| 31. Dez. 2005 | 105.761   |
| 31. Dez. 2010 | 109.994   |
| 9. Mai 2011 1 | 108.878   |
| 31. Dez. 2015 | 111.366   |
| 31. Dez. 2020 | 111.636   |
| 31. Dez. 2023 | 111.003   |
| 31. Dez. 2024 | 111.361   |

## Politik

### Geschichte

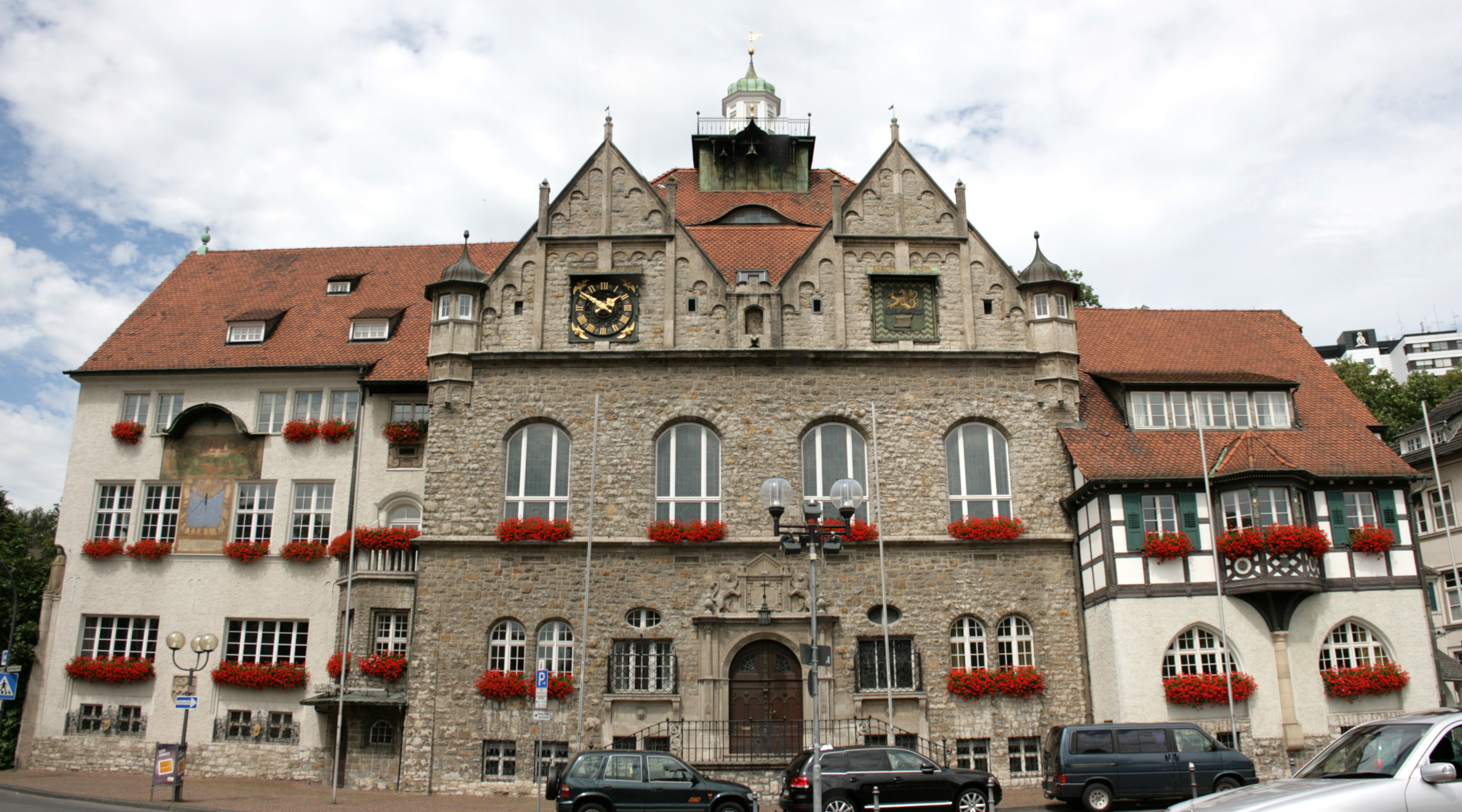
Rathaus Bergisch Gladbach

Die meisten Siedlungen im heutigen Stadtgebiet Bergisch Gladbachs blieben bis ins 19. Jahrhundert relativ unbedeutend. Das ganze Gebiet wurde vom Amtmann bzw. Oberamtmann in Porz verwaltet. Seit dem 17. Jahrhundert hatte dieser einen Amtsverwalter. Ihm unterstanden zum einen der Oberschultheiß in Bensberg, der für die Verwaltung sowie für Polizeiaufgaben zuständig war und andererseits der Kellner in Bensberg für die Dominalgüter und Steuern. Beide hatten in Bergisch Gladbach ihre Organe, Schatzheber, Vorsteher, Bote und Schöffen. 1808 wurde in Bergisch Gladbach die Munizipalverfassung eingeführt. Danach stand an der Spitze der Gemeinde der Maire, dem Adjutanten als Beigeordnete zur Seite standen. Aus der Mairie wurde 1813 die Bürgermeisterei mit einem Bürgermeister und einem Gemeinderat, der auch nach der Stadterhebung 1856 beibehalten wurde. Jedoch erhöhte sich die Zahl der Stadtverordneten später von 18 auf 24. Auch in Bensberg gab es im 19. Jahrhundert einen Bürgermeister und einen Gemeinderat.
Zur Zeit des Nationalsozialismus wurden die Bürgermeister beider Gemeinden von der NSDAP eingesetzt. Nach dem Zweiten Weltkrieg setzte die Militärregierung der Britischen Besatzungszone jeweils einen neuen Bürgermeister ein und 1946 führte sie die Kommunalverfassung nach britischem Vorbild ein. Danach gab es einen vom Volk gewählten Rat der Stadt, dessen Mitglieder waren Stadtverordnete. Der Rat wählte anfangs aus seiner Mitte den Bürgermeister als Vorsitzenden und Repräsentanten der Stadt, der ehrenamtlich tätig war, sowie ab 1946 einen hauptamtlichen Stadtdirektor als Leiter der Stadtverwaltung. Seit der Vereinigung beider Städte 1975 gab es nur noch einen gemeinsamen Bürgermeister und einen Stadtdirektor. 1999 wurde die Doppelspitze in der Stadtverwaltung aufgegeben. Seither gibt es nur noch den hauptamtlichen Bürgermeister. Dieser ist Vorsitzender des Rates, Leiter der Stadtverwaltung und Repräsentant der Stadt. Er wird direkt vom Volk gewählt.
Am 21. September 2003 verhinderte ein Bürgerentscheid, dass das Abwasserwerk Bergisch Gladbachs einschließlich des gesamten Kanalnetzes Bestandteil eines Cross-Border-Leasing-Vertrages wurde.
Wahlergebnisse in Bergisch Gladbach in Prozent
 (außer Kommunalwahlen, diese siehe Kommunalwahlen in Bergisch Gladbach)
| Partei          | LT 2022 | BT 2021 | EU 2019 | BT 2017 | Lrat 2017 | LT 2017 | EU 2014 | BT 2013 | LT 2012 | Lrat 2011 | LT 2010 | BT 2009 | EU 2009 | BT 2005 | LT 2005 | EU 2004 |
| --------------- | ------- | ------- | ------- | ------- | --------- | ------- | ------- | ------- | ------- | --------- | ------- | ------- | ------- | ------- | ------- | ------- |
| CDU             | 36,72   | 26,22   | 28,88   | 34,36   | 42,35     | 34,66   | 36,17   | 41,82   | 24,95   | 49,0      | 36,7    | 34,7    | 38,4    | 35,9    | 45,10   | 43,8    |
| SPD             | 21,55   | 25,30   | 16,99   | 21,47   | 25,63     | 26,10   | 30,01   | 26,55   | 34,18   | 30,39     | 28,7    | 24,0    | 20,2    | 34,1    | 32,85   | 21,9    |
| B90/Grüne       | 23,59   | 20,81   | 27,60   | 10,10   | 11,73     | 8,51    | 12,27   | 10,09   | 14,54   | 14,36     | 15,9    | 12,4    | 15,8    | 9,8     | 8,26    | 16,2    |
| FDP             | 6,83    | 13,31   | 7,63    | 16,16   | 12,98     | 16,25   | 5,71    | 7,01    | 13,89   | –         | 8,3     | 18,0    | 16,0    | 13,6    | 9,44    | 10,2    |
| AfD             | 4,22    | 5,17    | 6,91    | 7,77    | –         | 6,22    | 6,40    | 4,90    | –       | –         | –       | –       | –       | –       | –       | –       |
| FW/FWG 1        | 0,64    | 0,88    | 0,62    | –       | –         | –       | 0,36    | –       | –       | –         | –       | –       | –       | –       | –       | –       |
| Die Linke       | 1,56    | 3,24    | 3,62    | 6,90    | 7,32      | 4,44    | 4,25    | 5,41    | 2,09    | 3,79      | 4,8     | 6,6     | 3,4     | 4,2     | 2,81    | 1,7     |
| Piratenpartei   | 0,17    | 0,28    | 0,57    | 0,30    | –         | 0,73    | 1,22    | 1,89    | 6,95    | –         | 1,12    | 1,4     | 0,7     | –       | –       | –       |
| Volt            | 1,11    | 0,64    | 0,70    | –       | –         | –       | –       | –       | –       | –         | –       | –       | –       | –       | –       | –       |
| Die Basis       | 0,91    | 1,19    | –       | –       | –         | –       | –       | –       | –       | –         | –       | –       | –       | –       | –       | –       |
| Wahlbeteiligung | 60,96   | 81,46   | 68,29   | 75,03   | 71,20     | –       | 56,74   | –       | –       | –         | –       | –       | –       | –       | –       | –       |

### Rat der Stadt
- BGL: 2
- SPD: 10
- Grüne: 16
- FDP: 3
- CDU: 20
- FWG: 2
- AfD: 3

Der Rat der Stadt Bergisch Gladbach ist die kommunale Volksvertretung der Stadt. Über die Vergabe der 52 Sitze entscheiden die Bürger alle fünf Jahre in allgemeiner, unmittelbarer, freier, gleicher und geheimer Wahl. Dabei werden 26 Ratsmitglieder direkt in den 26 Wahlkreisen gewählt, die restlichen Ratsmitglied ziehen über die Wahllisten in den Rat ein. Durch Überhangmandate und Ausgleichsmandate hat der Rat der Stadt Bergisch Gladbach nach der Kommunalwahl 2014 62 Sitze. Anfang 2022 bildete sich die neue Ratsfraktion „Bergische Mitte“ aus zwei Ratsmitgliedern, die durch Austritt aus ihren alten Fraktion (AfD und Bürgerpartei GL) fraktionslos geworden sind. Die AfD verlor ein Mandat und die Fraktion der Bürgerpartei GL löste sich auf. Der Rat hat nun ein fraktionsloses Mitglied (Bürgerpartei GL).
Nach der Kommunalwahl 2020 bildete sich eine Ratskoalition aus Bündnis 90/Die Grünen, SPD und FDP. Dies „Ampel-Koalition“ hatte 31 der 52 Sitze und die Unterstützung des Bürgermeisters SPD (1 Stimme im Rat). Ende 2022 kündigte die FDP diese Zusammenarbeit auf.
| Sitzverteilung Anfang 2022 im Rat (52 Sitze + 1 Bürgermeister) | Sitzverteilung Anfang 2022 im Rat (52 Sitze + 1 Bürgermeister) | Sitzverteilung Anfang 2022 im Rat (52 Sitze + 1 Bürgermeister) |
| Fraktion                                                       | Fraktion                                                       | Sitze                                                          |
| -------------------------------------------------------------- | -------------------------------------------------------------- | -------------------------------------------------------------- |
|                                                                | Christlich Demokratische Union Deutschlands (CDU)              | 20                                                             |
|                                                                | Bündnis 90/Die Grünen (Grüne)                                  | 16                                                             |
|                                                                | Sozialdemokratische Partei Deutschlands (SPD)                  | 10                                                             |
|                                                                | Freie Demokratische Partei (FDP)                               | 3                                                              |
|                                                                | Alternative für Deutschland (AfD)                              | 2                                                              |
|                                                                | Freie Wähler Gemeinschaft (FWG)                                | 2                                                              |
|                                                                | Bergische Mitte                                                | 2                                                              |
|                                                                | fraktionslos                                                   | 1                                                              |

### Bürgermeister von 1808 bis heute
- 1808–1820: Franz Heinrich Fauth
- 1820–1842: Johann Anton Kolter
- 1842–1847: Heinrich August Kolter
- 1847–1863: Jakob Herweg
- 1863–1892: August Clostermann
- 1892–1896: Carl Echelmeyer
- 1897–1914: Bernhard Schröter
- 1914–1920: Hermann Pütz
- 1921–1928: Johann Odenthal
- 1928–1933: Franz Weber
- 1933–1939: Franz Alfons Jacke (NSDAP)
- 1939–1945: Walter Kappes (NSDAP)
- 1945–1946: Joseph Geyser
- 1946–1950: Franz-Josef Heider (CDU)
- 1950–1952: Ignaz Tenckhoff
- 1952–1956: Moritz J. Weig
- 1956–1957: Johann Mick
- 1957–1963: Fritz Wachendorff
- 1963–1974: Heinz Fröling (CDU)
- 1975–1984: Franz Karl Burgmer (CDU)
- 1984–1989: Franz Heinrich Krey (CDU)
- 1989–1994: Holger Pfleger (SPD)
- 1994–2004: Maria Theresia Opladen (CDU)
- 2004–2009: Klaus Orth (SPD)
- 2009–2020: Lutz Urbach (CDU)
- seit 1. November 2020: Frank Stein (SPD)

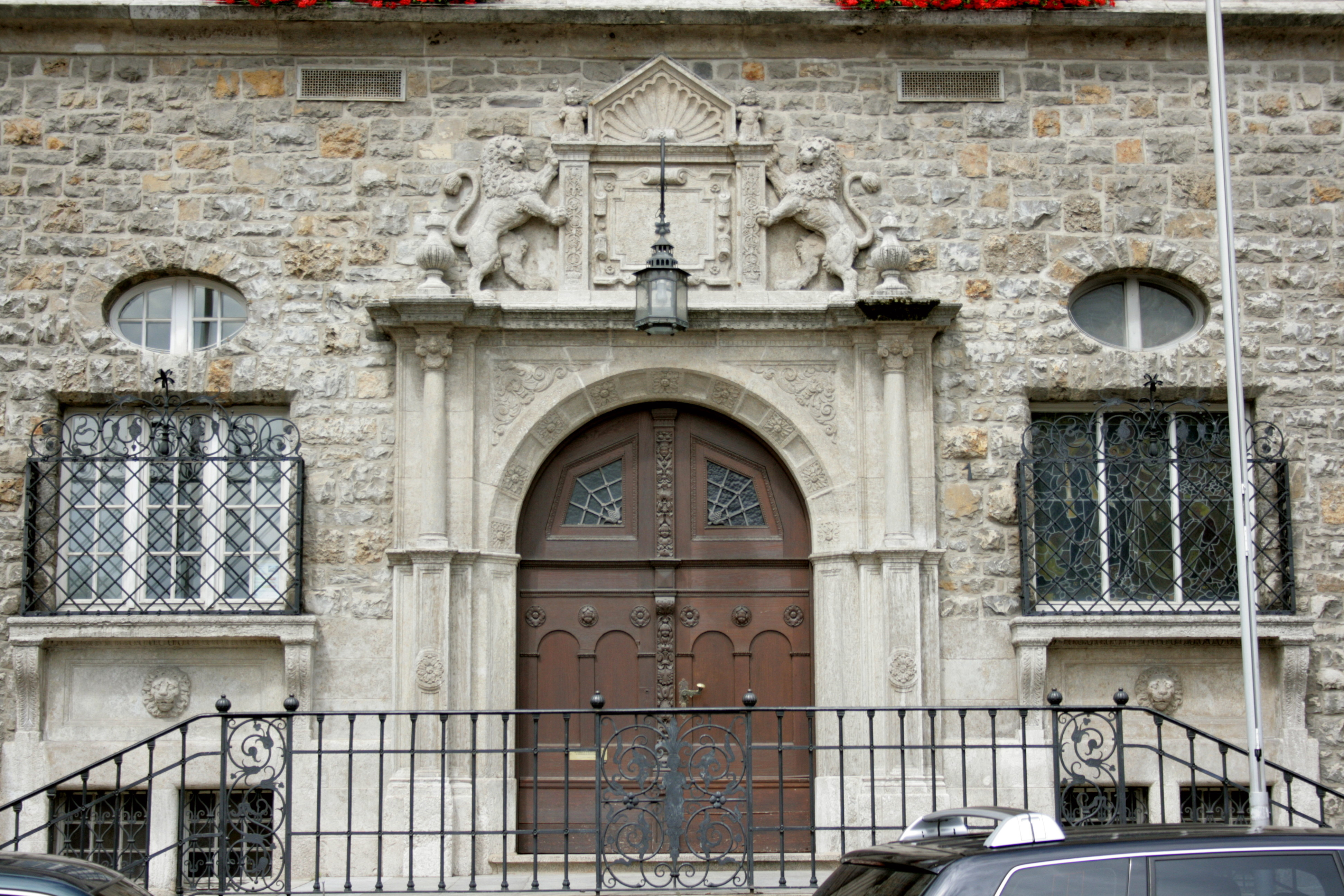
Rathaus Hauptportal

### Stadtdirektoren von 1946 bis 1999
- 1946–1947: Aloys Nell
- 1947–1948: Josef Hermanns
- 1948–1969: Peter Kentenich
- 1970–1995: Otto Fell
- 1995–1999: Hans-Joachim Franke (CDU)

## Wappen, Flagge und Banner

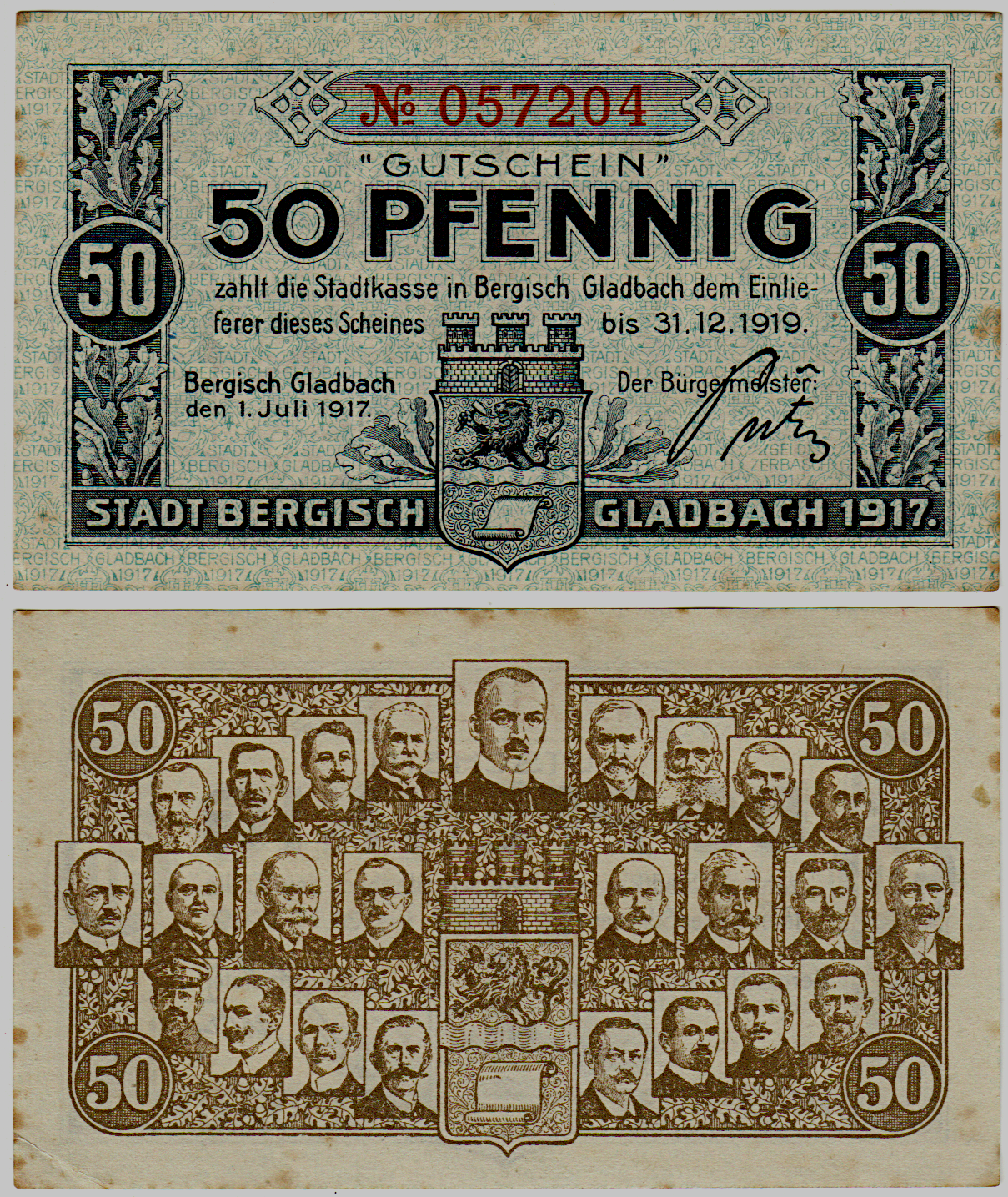
Ein Notgeldschein aus Bergisch Gladbach von 1917.

Der Stadt Bergisch Gladbach ist mit Urkunde des Regierungspräsidenten in Köln vom 6. April 1977 das Recht zur Führung eines Wappens, eines Siegels und einer Flagge sowie eines Banners verliehen worden.
| Wappen der Stadt Bergisch Gladbach seit 1977 | Blasonierung: „In Grün über einem silbernen (weißen) Wechselzinnenbalken ein wachsender rot gezungter und rot bewehrter goldener (gelber) Löwe, darunter ein herschauender goldener (gelber) Hirschkopf.“ |
| Wappen der Stadt Bergisch Gladbach seit 1977 | Wappenbegründung: Der Bergische Löwe ist das Wappentier der Grafschaft bzw. des Herzogtums Berg, das in der Gegend schon sehr früh Besitzungen hatte. Er war auch im alten Bergisch Gladbacher Wappen zu sehen. Der Hirschkopf ist dem alten Bensberger Wappen entnommen und soll auf den Wald hinweisen, der in Bensberg im Laufe der Geschichte eine wichtige Rolle spielte. Der Wechselzinnenbalken, entnommen dem historischen Wappen der Grafen von Berg, soll auf das Bergische Land hinweisen und die Symbole beider Städte verbinden. Er war ebenfalls schon im alten Bergisch Gladbacher Wappen abgebildet. |

Beschreibung der Flagge laut Hauptsatzung: „Die Flagge hat in waagerechter Aufteilung die Farben grün-weiß-grün. Die beiden äußeren grünen Streifen nehmen je ein Sechstel, der mittlere weiße Streifen nimmt vier Sechstel der Flaggenbreite ein.“ Tatsächlich werden verschiedene Ausführungen der Flagge bzw. Banner gezeigt.

Wappen von 1905–1977
Wappen der ehem. Stadt Bensberg
Flagge
Banner
Alternative Flagge
Alternatives Banner

## Städtepartnerschaften
Um Freundschaften und Kontakte über die Grenzen hinaus besonders jungen Menschen zu ermöglichen, pflegt die Stadt Bergisch Gladbach partnerschaftliche und freundschaftliche Beziehungen zu elf Städten in neun Ländern.
| Land                   |  | Ort               |  | Region               | seit |
| ---------------------- |  | ----------------- |  | -------------------- | ---- |
| Frankreich             |  | Bourgoin-Jallieu  |  | Auvergne-Rhône-Alpes | 1956 |
| Vereinigtes Königreich |  | Luton             |  | Bedfordshire         | 1956 |
| Niederlande            |  | Velsen            |  | Nordholland          | 1956 |
| Frankreich             |  | Joinville-le-Pont |  | Île-de-France        | 1960 |
| Vereinigtes Königreich |  | Runnymede         |  | Surrey               | 1965 |
| Litauen                |  | Marijampolė       |  | Marijampolė          | 1989 |
| Zypern                 |  | Limassol          |  | Limassol             | 1991 |
| Polen                  |  | Pszczyna          |  | Schlesien            | 1993 |
| Palästina              |  | Beit Jala         |  | Westjordanland       | 2011 |
| Israel                 |  | Ganei Tikva       |  | Gusch Dan            | 2012 |
| Ukraine                |  | Butscha           |  | Oblast Kiew          | 2022 |

### Widmung von Plätzen und Straßen
Die Stadt Bergisch Gladbach weihte am 10. September 2016 den Platz der Partnerstädte ein, der allen Partnerstädten gewidmet ist. Er befindet sich zwischen S-Bahnhof, Marktkauf und Fußgängerzone. Darüber hinaus wurden zwei Städten Plätze und fünf Städten Straßen gewidmet. Dabei ergab sich folgende Aufteilung:
Plätze
- Beit-Jala-Platz im Stadtteil Stadtmitte
- Ganey-Tikva-Platz im Stadtteil Hebborn

Straßen
- Bourgoinstraße im Stadtteil Gronau
- Lutonstraße im Stadtteil Gronau
- Marijampolestraße im Stadtteil Hand
- Plesser Straße im Stadtteil Hand
- Velsenstraße im Stadtteil Gronau

## Kultur und Sehenswürdigkeiten

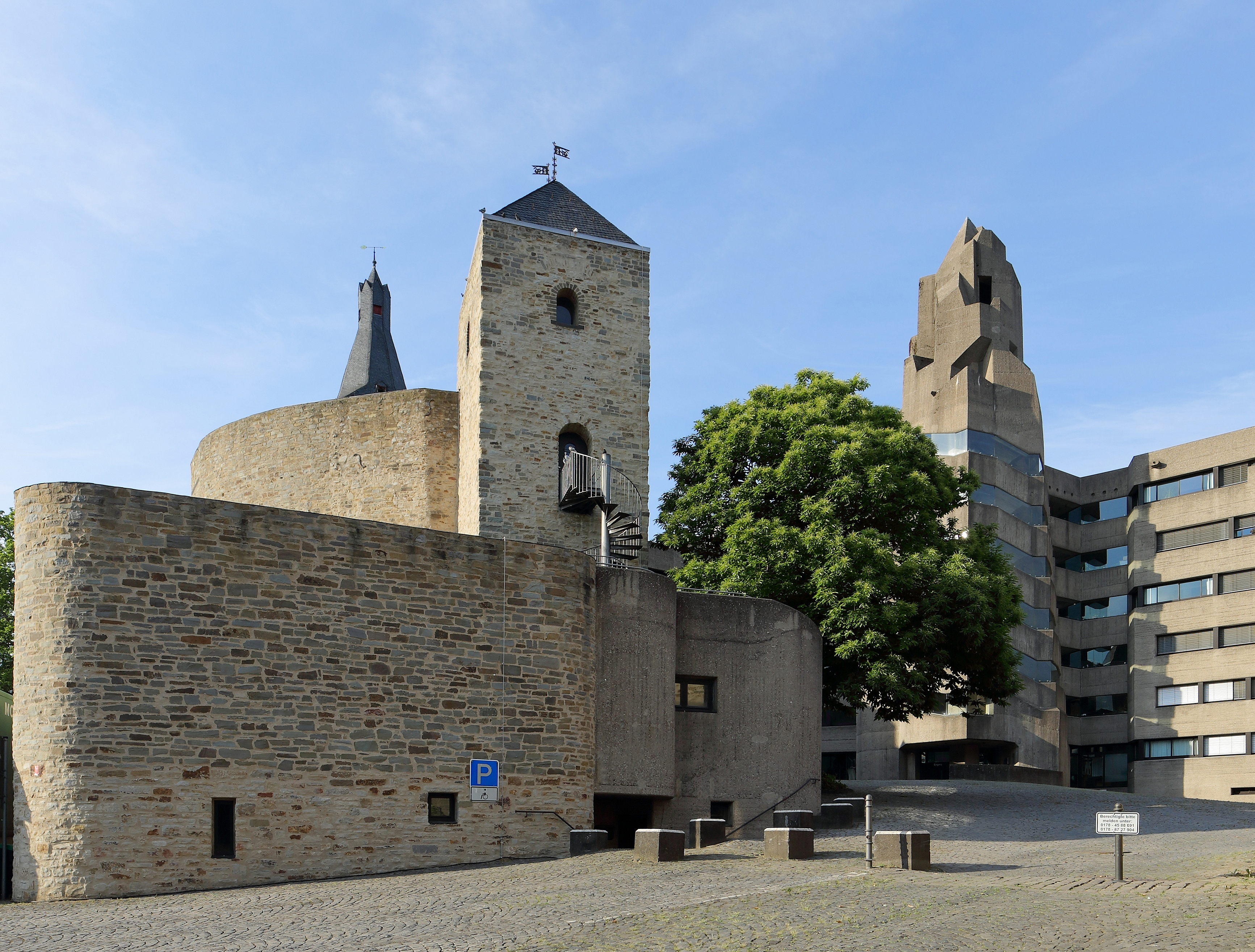
Rathaus im Stadtteil Bensberg

### Bauwerke
Eine überregional bekannte Sehenswürdigkeit und eines der Wahrzeichen der Stadt ist das in der Bevölkerung anfangs umstrittene Rathaus im Stadtteil Bensberg (im Volksmund: „Affenfelsen“), ein Entwurf des Architekten Gottfried Böhm, der den Neubau in die alte Burganlage integrierte, statt diese zu restaurieren. Vom selben Architekten stammt auch das Bürgerhaus Bergischer Löwe, die katholische Herz-Jesu-Kirche im Stadtteil Schildgen sowie das Kinderdorf Bethanien im Stadtteil Refrath. Das wohl älteste Bauwerk der Stadt und im Rheinisch-Bergischen Kreis ist die Taufkirche in Refrath. Sie wurde vom 10. bis zum 12. Jahrhundert erbaut und steht auf den Fundamenten einer Holzkirche aus dem 9. Jahrhundert. Auch der anliegende kleine Friedhof mit seinen alten Grabsteinen ist sehenswert. An weiteren Kirchen sind zu erwähnen: St. Laurentius, katholische Hauptpfarrkirche der Stadt im neuromanischen Stil, die in mehreren Bauphasen entstand und erst Anfang des 20. Jahrhunderts fertiggestellt wurde; im Innern sind vor allem die Heiligenfiguren aus dem Jahr 1411 und der Kirchenschatz sehenswert, ferner die evangelische Gnadenkirche, die 1776 als reformierte Kirche erbaut wurde. In Bensberg ist die Pfarrkirche St. Nikolaus die katholische Hauptkirche. Die evangelische Kirche wurde erst 1937/38 errichtet.

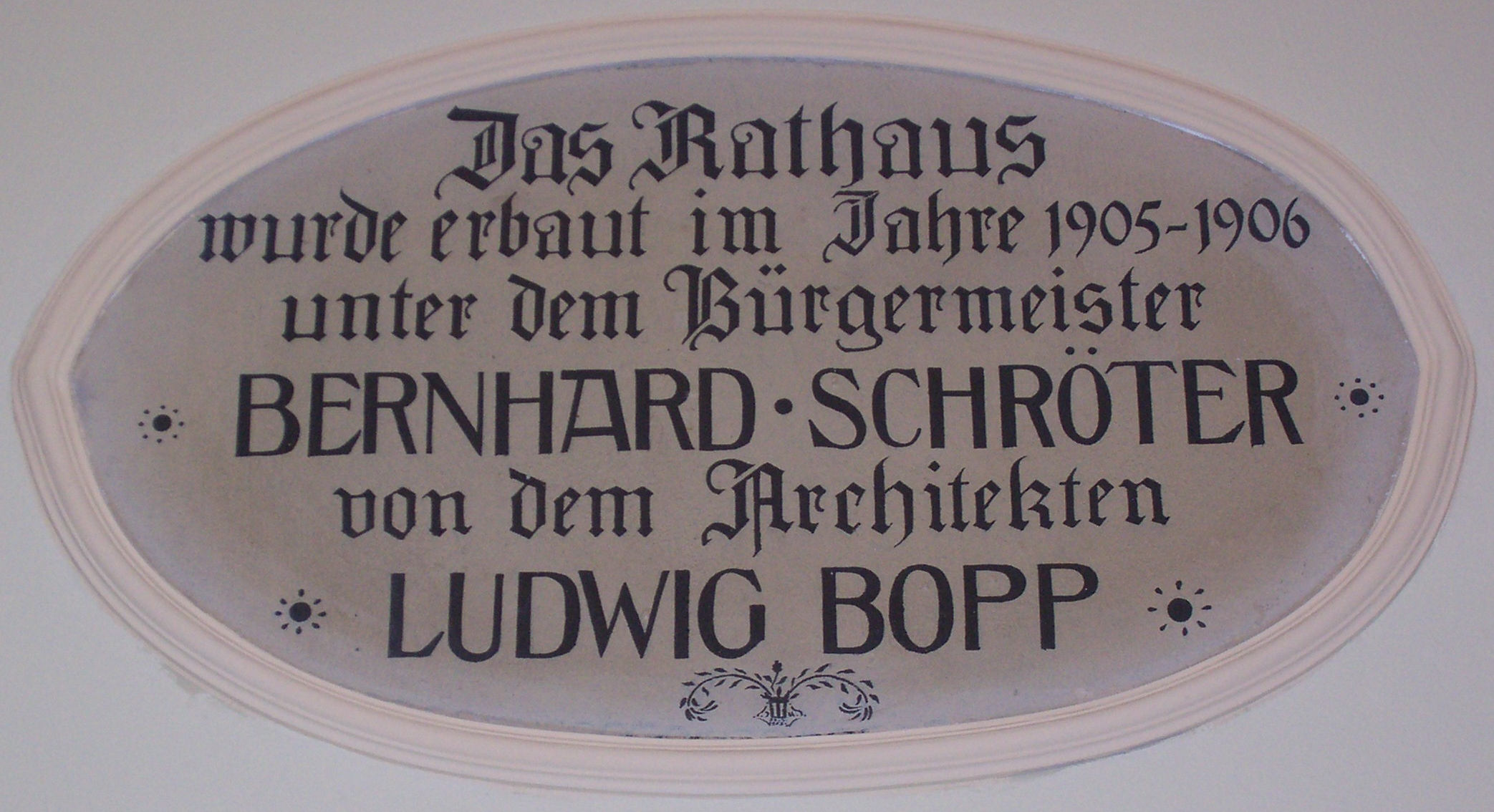
Tafel im Rathaus Bergisch Gladbach

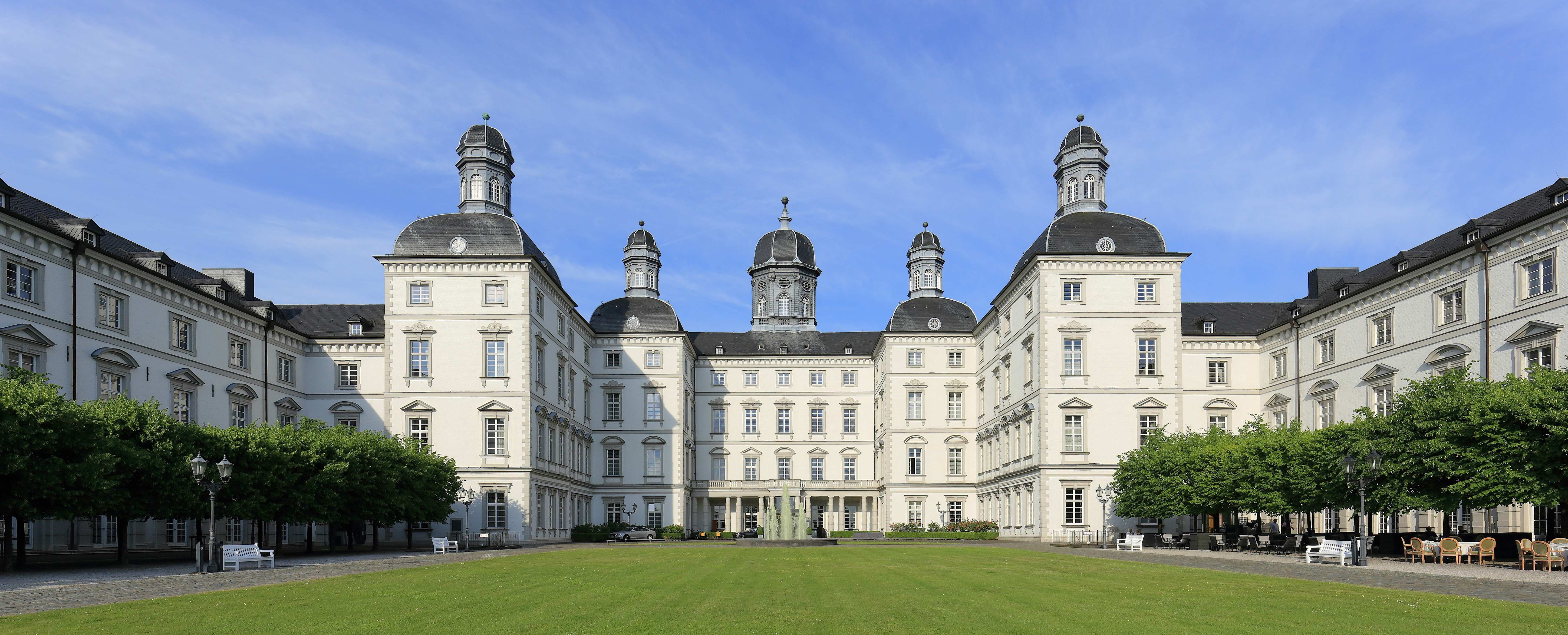
Schloss Bensberg

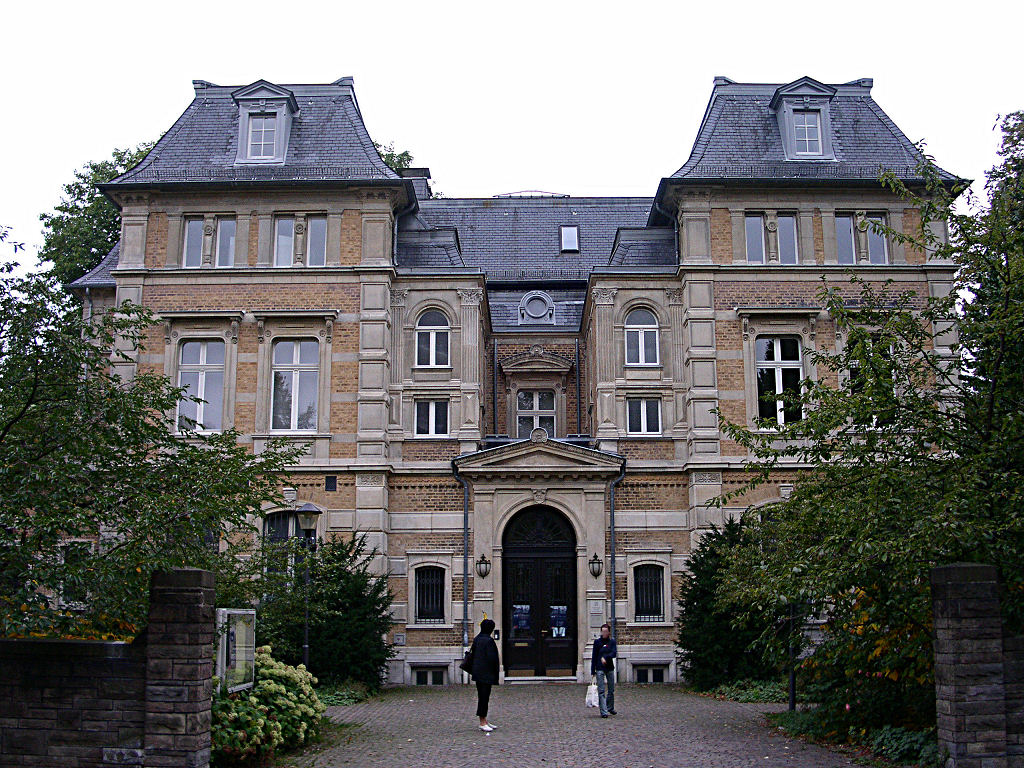
Villa Zanders mit integrierter städtischer Galerie

Weitere Sehenswürdigkeiten der Stadt sind Schloss Bensberg, das von 1703 bis 1711 vom venezianischen Architekten Matteo d’Alberti erbaute Jagdschloss des Kurfürsten Jan Wellem in Bensberg, das auch von Johann Wolfgang von Goethe beschrieben wurde, das Schloss Lerbach in Sand, die Burg Zweiffel und die Malteser Komturei in Herrenstrunden. An dem zentral in der Stadtmitte gelegenen Konrad-Adenauer-Platz steht das 1905/1906 im historistischen Stil erbaute Rathaus Bergisch Gladbach des Architekten Ludwig Bopp. Dort stehen auch die Villa Zanders, das Bürgerhaus Bergischer Löwe sowie das Wirtshaus am Bock, welches mit dem Rathaus durch einen Durchgangssteg baulich verbunden ist. Das 1835 erbaute Gasthaus Paas erhielt 1842 eine Postanstalt mit einem Postboten, drei Postillonen und sechs Pferden und leitete damit den Beginn des Postwesens in Bergisch Gladbach ein. An seiner rechten Fassadenseite steht eines der ältesten und mit drei Metern höchsten Wegekreuze in Bergisch Gladbach aus der ersten Hälfte des 19. Jahrhunderts. In der ehemaligen Stadtvilla von Hans Wilhelm Zanders ist heute der Altenberger Dom-Verein und die Papiergeschichtlichen Sammlung Zanders untergebracht. Zu den Museen gehören das Papiermuseum Alte Dombach, das Bergische Museum für Bergbau, Handwerk und Gewerbe, das Schulmuseum Bergisch Gladbach–Sammlung Cüppers und das Kindergartenmuseum Nordrhein-Westfalen.
Im Stadtteil Bockenberg liegt auf der Höhe das 1924 von dem Architekten Bernhard Rotterdam als Priesterseminar erbaute Kardinal-Schulte-Haus, das heute die Thomas-Morus-Akademie Bensberg in Trägerschaft des Diözesanrates der Katholiken im Erzbistum Köln beherbergt. Im Innenhof des Gebäudekomplexes befindet sich die Edith-Stein-Kapelle.

### Theater
Bergisch Gladbach hat insgesamt drei Theater: das bereits erwähnte Bürgerhaus Bergischer Löwe als Gastspielbühne, das Theater im Puppenpavillon in Bensberg mit dem Schwerpunkt Figurentheater und Literaturprogramm sowie das Theas-Theater mit angegliederter Theaterschule, das sich besonders auf soziale und pädagogische Projekte konzentriert.

### Restaurants

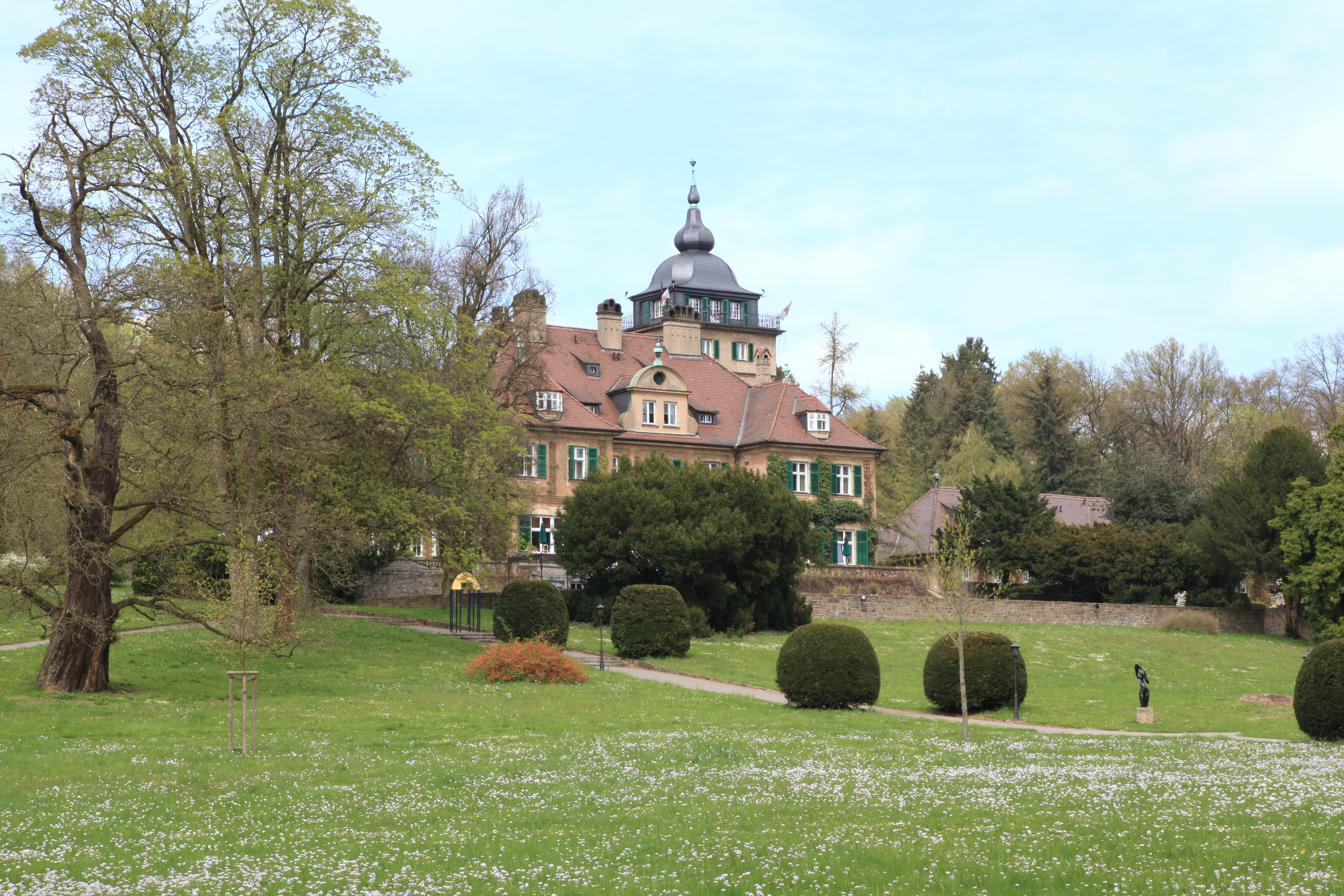
Schloss Lerbach

Zwei Restaurants in Bergisch Gladbach bekamen in der Vergangenheit Auszeichnungen des Restaurantführers Gault-Millau. Beide wurden auch mit Michelin-Sternen ausgezeichnet:
- Joachim Wissler im Restaurant Vendôme im Schloss Bensberg mit zwei Sternen (bis 2022 mit drei Sternen)[22]
- Dieter Müller im Schloss Lerbach von Februar 1992 bis Februar 2008 mit drei Sternen; im unmittelbaren Anschluss Nils Henkel kurzzeitig ebenfalls mit drei Sternen, dann mit zwei Sternen.[23]

Bis Henkel 2011 ein dritter Stern aberkannt wurde, war Bergisch Gladbach neben Baiersbronn der einzige Ort in Deutschland mit zwei Drei-Sterne-Restaurants. Das Restaurant von Henkel schloss allerdings Anfang 2015.

### Kulturpreis
Der Stadtverband Kultur verleiht einmal jährlich den nach Ludwig Bopp benannten Kulturpreis Der Bopp für überragende Projekte künstlerischer Zusammenarbeit.

## Die Mühlen an der Strunde
Umfangreich ist die Literatur über die Mühlen an der Strunde, deren genaue Anzahl jedoch unbekannt ist. Um 1846 waren es 51 Mühlen, die aufgezählt wurden. Voll funktionsfähig erhalten ist heute nur noch die Iddelsfelder Mühle.

## Wirtschaft und Industrie

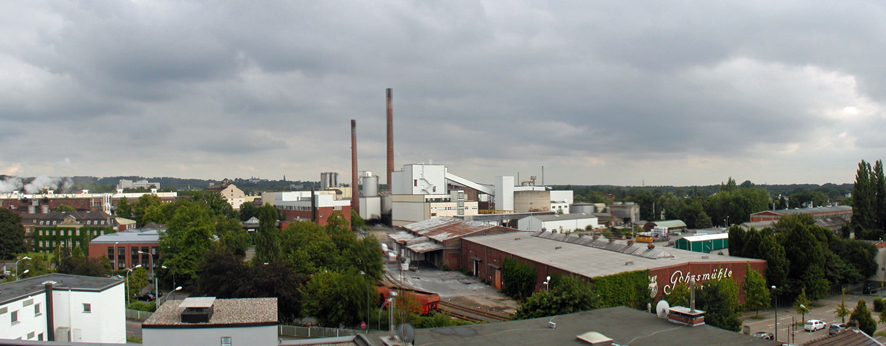
Papierfabrik Zanders, Gohrsmühle

- Die Geschichte der Zanders Papierfabrik beginnt im Jahr 1822. Dieses Unternehmen war viele Jahrzehnte lang der größte Arbeitgeber in der Stadt. Die Betriebsgebäude stehen in der Stadtmitte. Im Jahre 2021 meldete die Zanders Paper GmbH Insolvenz an.
- Die Isover stellt Dämmprodukte und Systeme für den Wärme-, Kälte-, Schall- und Brandschutz her. Von weit her kann man den hohen Schornstein des Unternehmens am Bahnhof in der Innenstadt sehen.
- Im Umfeld des Bahnhofs befanden sich früher weitere Unternehmen, darunter die Kalköfen Cox, das Maschinenbauunternehmen Berger & Co und die Gießerei und Transportgerätefabrik H. Köttgen & Co.
- Der Joh. Heider Verlag ist 1889 gegründet worden. Er hat seinen Betrieb an der Paffrather Straße.
- Der Lebensmittelhersteller Krüger befindet sich im Gewerbegebiet Zinkhütte.
- Die Verlagsgruppe Lübbe mit dem Bastei-Verlag hatte ihren Sitz bis 2009 in Bergisch Gladbach an der Scheidtbachstraße.
- Das Biotechnologieunternehmen Miltenyi Biotec hat seinen Hauptsitz in der Stadt.
- Im Gewerbegebiet TechnologiePark Bergisch Gladbach haben sich auf einer Fläche von 32,5 ha etwa 140 kleine und mittelständische Unternehmen angesiedelt. Sie beschäftigen zusammen rund 2400 Menschen.

## Infrastruktur

### Straßenverkehr
Durch das südliche Stadtgebiet führt die Bundesautobahn 4 von Köln nach Olpe, die im Westen der Stadt bereits auf Kölner Stadtgebiet die A 3 Frankfurt–Köln–Oberhausen kreuzt. Ferner führen die Bundesstraßen 55 und 506 durch das Stadtgebiet.
In Bergisch Gladbach waren am 1. Januar 2018 72.682 Kraftfahrzeuge zugelassen, davon waren 63.633 Pkw, 5.220 Krafträder und 3.574 Nutzfahrzeuge.

#### Sonderbauwerke
Im Bereich der Stadt gibt es zwei besondere Bauwerke für den Straßenverkehr:
- Am 2008 eingeweihten Driescher Kreisel  laufen vier Straßen zusammen (Stationsstraße, An der Gohrsmühle, Hauptstraße und Kalkstraße), neben dem Kreisverkehr verlaufen zwei getrennte Rechtsabbiegespuren. Mitten durch den Kreisel verläuft ein Bahngleis, das als Anschluss für die Papierfabrik Zanders dient. Zur Sicherung aller Fußwege und Fahrstreifen wurden neben 14 Schranken und 22 Lichtzeichen auch acht akustische Signalanlagen aufgebaut.[29]
- Am 2017 eingeweihten Kreisverkehr Schnabelsmühle  laufen drei Straßen zusammen (Schnabelsmühle, Bensberger Straße und An der Gohrsmühle), eine Rechtsabbiegespur verläuft weit getrennt am Kreis vorbei.[30] Im Gegensatz zu einem normalen Kreisverkehr kann man diesen Turbokreisel nicht auf der rechten Seite komplett umkreisen, weil die rechte Spur jeweils direkt an der nächsten Ausfahrt rechts abführt. Entsprechend ist die Mitte des Platzes nicht kreisförmig, sondern ähnelt dem dreieckigen Läufer (Kolben) eines Wankelmotors.

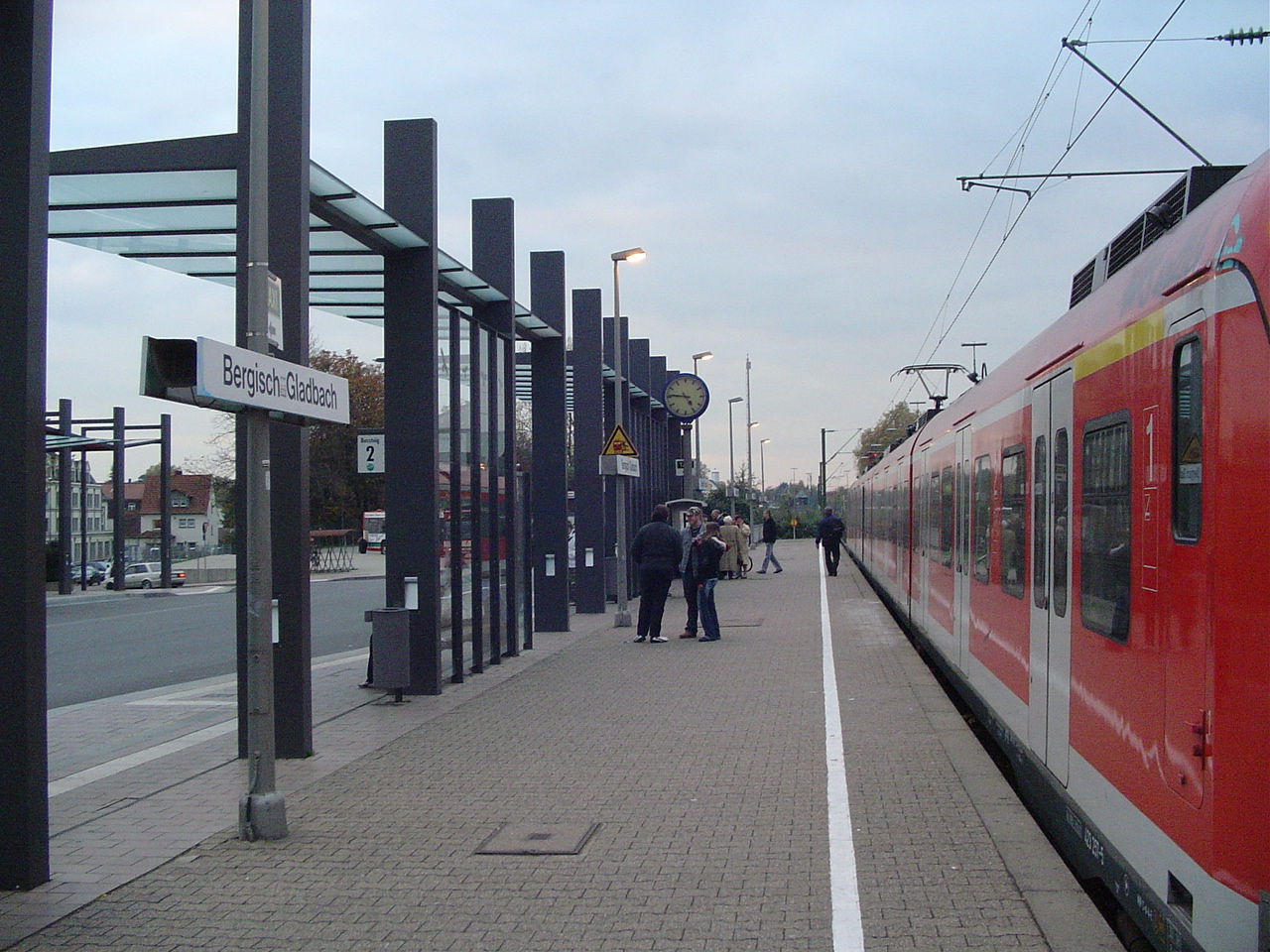
S-Bahn am Bahnhof Bergisch Gladbach

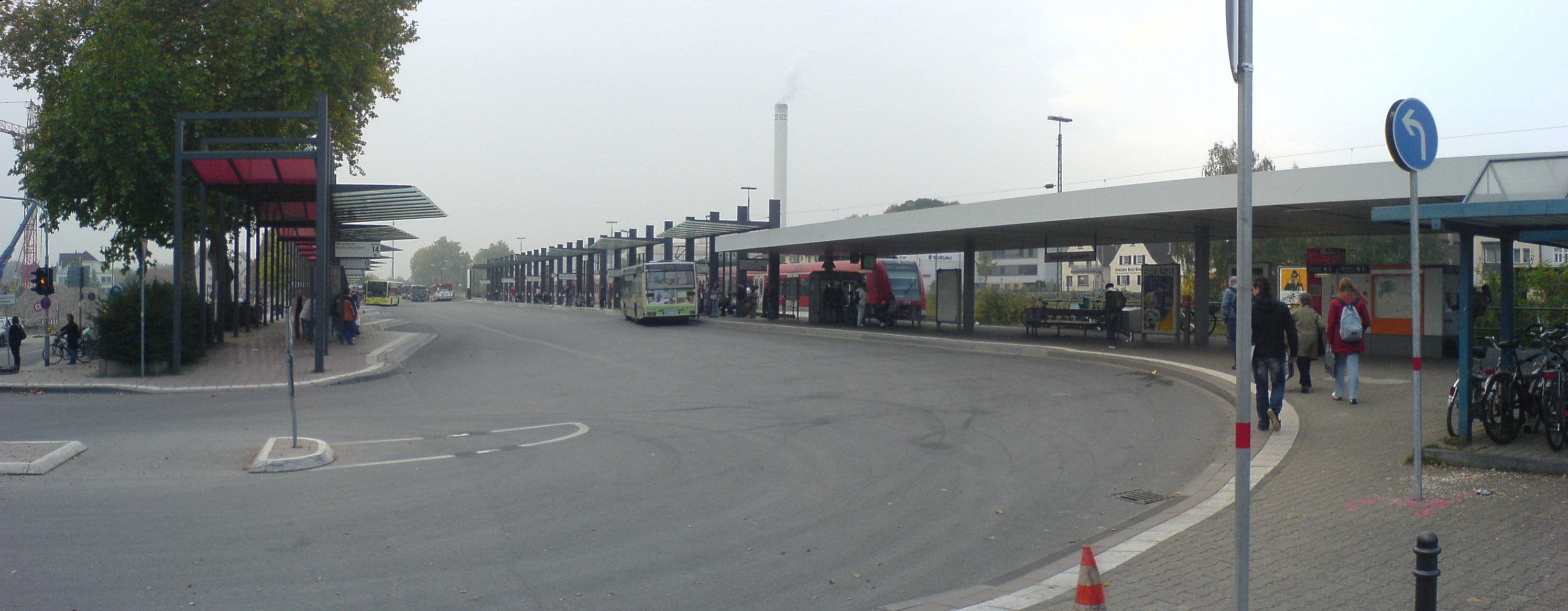
An den S-Bahnhof angrenzender Busbahnhof

### Öffentlicher Personennahverkehr (ÖPNV)
Der ÖPNV in und um Bergisch Gladbach wird von verschiedenen Verkehrsunternehmen innerhalb des Verkehrsverbundes Rhein-Sieg (VRS) angeboten.
Vom Bahnhof Bergisch Gladbach in der Stadtmitte verkehrt die S-Bahn-Linie S11 unter der Woche im 20-Minuten-Takt bzw. im 30-Minuten-Takt am Wochenende nach Köln und weiter linksrheinisch über Neuss zum Flughafen Düsseldorf. Ein zweiter Haltepunkt besteht in Duckterath. Die Stadtbahnlinie 1 der Kölner Verkehrsbetriebe (KVB) führt vom U-Bahnhof Bensberg über den Neumarkt in Köln nach Köln-Weiden. Eine weitere direkte Verbindung nach Köln besteht mit dem Schnellbus vom Bensberger Busbahnhof zum Kölner Hauptbahnhof.
Der Busbahnhof am S-Bahnhof in der Stadtmitte und der Bensberger Busbahnhof dienen als zentrale Knoten- und Umsteigepunkte sowohl von den Buslinien zur S-Bahn bzw. Stadtbahn als auch zwischen den Buslinien untereinander.
Der Busverkehr in Bergisch Gladbach und Umgebung wird vom Kraftverkehr Wupper-Sieg (KWS) und der Regionalverkehr Köln (RVK) durchgeführt. Die Stadtverkehrsgesellschaft Bergisch Gladbach ist der zuständige Aufgabenträger für den ÖPNV in Bergisch Gladbach.

### Trinkwasserversorgung
Die Gewinnung, Aufbereitung und Verteilung des Trinkwassers wird von der BELKAW übernommen. Das Trinkwasser für Bergisch Gladbach wird ausschließlich aus Grundwasser gewonnen. In zwei Wasserwerken (Refrath und Holweide) werden jährlich 7 Mio. m³ Rohwasser aus der Paffrather Kalkmulde aufbereitet. Am Wasserwerk Refrath gibt es zur Gewinnung fünf Brunnen mit einer Tiefe von bis zu 45 Metern. Im Wasserwerk wird dann lediglich überschüssige Kohlensäure entfernt, weitere Aufbereitungsschritte sind nicht notwendig.
Mit einer Gesamthärte von 1,97 mmol/l (11,0 °dH) ist das Wasser dem Härtebereich „mittel“ zuzuordnen.
Nach der Aufbereitung gelangt das Trinkwasser in das 540 km lange Leitungsnetz. Hier sind neun Hochbehälter eingebaut, die Verbrauchsspitzen abdecken und auch der Druckerhaltung im Netz dienen. Aufgrund der verschiedenen Höhenlagen im Versorgungsgebiet wurden sechs Druckzonen eingerichtet.
Der Brutto-Verbrauchspreis liegt 2021 je nach Verbrauch bei 1,98 Euro je Kubikmeter.

### Abwasserentsorgung
Die Ableitung und Reinigung des anfallenden Abwassers fällt in den Zuständigkeitsbereich des Abwasserwerks der Stadt Bergisch Gladbach. Das städtische Kanalnetz hat eine Länge von 650 Kilometern und ist zu 95 % als Trennsystem aufgebaut.
Die Abwasserreinigung geschieht im Klärwerk Beningsfeld . Es wurde 1977 in Betrieb genommen, ist auf 200.000 Einwohnerwerte ausgelegt und momentan etwa zu 75 % ausgelastet. 1993 wurde eine zusätzliche biologische Reinigungsstufe in Betrieb genommen. Das gereinigte Abwasser wird über den Rechtsrheinischen Kölner Randkanal bei Köln-Stammheim in den Rhein eingeleitet. Der Schlamm wird in Faultürmen verfault.
Das Klärwerk deckt die Hälfte des Strombedarfs und den gesamten Wärmebedarf durch Eigenenergieerzeugung. Hierzu wird das Klärgas in einem Blockheizkraftwerk verstromt.

### Medien
- Die Tageszeitungen Bergische Landeszeitung und Kölner Stadt-Anzeiger unterhalten eine gemeinsame Lokalredaktion in der Innenstadt, die für die jeweiligen werktäglichen Lokalteile der Publikationen zuständig sind.
- Das Bergische Handelsblatt, ein wöchentlich kostenfrei verteiltes Anzeigenblatt im Zeitungsformat mit redaktionellem Schwerpunkt auf lokalen Ereignissen der Region, ist in Bergisch Gladbach ansässig.
- GLkompakt ist eine monatlich kostenfrei verteilte Zeitschrift.
- Das Bürgerportal Bergisch Gladbach ist ein digitales Nachrichten- und Kommunikationsangebot, das über die Website, Newsletter und soziale Medien über alle Ereignisse der Stadt aktuell berichtet. Bürgern, Initiativen und Vereinen dient es als Veröffentlichungsplattform.[37]

### Öffentliche Einrichtungen
Bergisch Gladbach ist Sitz des Rheinisch-Bergischen Kreises. Der Stadtteil Frankenforst ist seit 1983 Sitz der Bundesanstalt für Straßenwesen, in Bockenberg befindet sich die Erdbebenstation Bensberg, eine Einrichtung der Universität zu Köln.
Die Stadt Bergisch Gladbach unterhält die Feuerwehr Bergisch Gladbach, welche aus Berufsfeuerwehr und Freiwilliger Feuerwehr besteht.
In Bergisch Gladbach ist die Bundesanstalt Technisches Hilfswerk mit einem Ortsverband vertreten.

### Veranstaltungen
- Jedes Jahr im Herbst finden die Bergischen Bautage statt.
- Im April 2008 veranstaltete der Rheinisch-Bergische Kreis in Bergisch Gladbach den ersten Tag der Rheinisch-Bergischen Geschichte.
- Alljährlich führt ein Teil der Strecke von Rund um Köln durch Bergisch Gladbach. Das Streckenhighlight ist die Bergwertung, über die Kopfsteinpflasterpassage, am Schloss Bensberg.
- Im Stadtteil Refrath findet einmal im Jahr das Radrennen Rund in Refrath statt, dass vom Radsportverein Staubwolke Refrath veranstaltet wird.

## Bildung
Die Stadt hat ein breit gefächertes Angebot an allgemeinbildenden und berufsbildenden Schulen. Hierbei wird die Primarstufe im Stadtgebiet mit 20 Grundschulen abgedeckt.
Für die Sekundarstufe I und Sekundarstufe II bestehen folgende schulische Einrichtungen:
Berufsbildende Schulen in Bergisch Gladbach
- Berufskolleg Bergisch Gladbach für Ernährung und Hauswirtschaft, Gestaltung, Sozial- und Gesundheitswesen und Technik in Heidkamp
- Berufskolleg Bergisch Gladbach – Kaufmännische Schulen in Heidkamp
- Berufskolleg für Angewandte Informatik bib International College

Ersatzschule eigener Art
- Freie Waldorfschule Bergisch Gladbach in Refrath

Förderschulen
- Friedrich-Fröbel-Schule, Förderschule mit dem Förderschwerpunkt Geistige Entwicklung in Moitzfeld
- Verbundschule Mitte des Rheinisch Bergischen Kreises in Refrath

Gesamtschulen
- Integrierte Gesamtschule Paffrath (IGP)
- Nelson-Mandela-Gesamtschule Gronau/Heidkamp (Ahornweg)

Gymnasien
- Albertus-Magnus-Gymnasium in Kaule
- Dietrich-Bonhoeffer-Gymnasium in Heidkamp
- Gymnasium Herkenrath
- Nicolaus-Cusanus-Gymnasium
- Otto-Hahn-Gymnasium Bensberg in Kippekausen

Hauptschulen
- Ganztags-Hauptschule Ahornweg
- Hauptschule Im Kleefeld in Hebborn

Realschulen
- Johannes-Gutenberg-Realschule in Kaule
- Otto-Hahn-Realschule in Kippekausen
- Realschule Herkenrath
- Realschule Im Kleefeld in Hebborn

Tertiärer Bildungsbereich
- Die Fachhochschule der Wirtschaft (FHDW) konzentriert sich in ihrem Studienspektrum auf die Bereiche Betriebswirtschaft und Wirtschaftsinformatik, in denen sie duale und berufsbegleitende Bachelor- und Master-Studiengänge anbietet.
- Volkshochschule Bergisch Gladbach in Trägerschaft der Stadt mit Angeboten auch in Odenthal und Kürten
- Bildungsforum Bergisch Gladbach in Trägerschaft des Bildungswerks der Erzdiözese Köln, in dem die Katholische Familienbildungsstätte Bergisch Gladbach und das Katholische Bildungswerk Rheinisch-Bergischer Kreis zusammengefasst sind
- Thomas-Morus-Akademie Bensberg in Trägerschaft des Diözesanrats der Katholiken im Erzbistum Köln

Als kulturelles Bildungsangebot bietet die städtische Max-Bruch-Musikschule eine musikalische Ausbildung in den unterschiedlichen Musikrichtungen.
Die Stadtbücherei Bergisch Gladbach bietet Medien und Informationen für Aus-, Fort- und Weiterbildung, für Hobby und Freizeit.

## Persönlichkeiten
Die Liste umfasst die Ehrenbürger der Stadt, vor Ort geborene Persönlichkeiten sowie solche, die ihren Wirkungskreis in Bergisch Gladbach haben oder hatten.

## Vereine (Auszug, alphabetisch)

### Kultur und Brauchtum
- BONO-Direkthilfe, Nichtregierungsorganisation, arbeitet für Kinder- und Frauenrechte in Entwicklungsländern
- Bürger für uns Pänz
- Festkomitee Bensberger Karneval von 1969
- Förderverein des Bergischen Museums für Bergbau, Handwerk und Gewerbe
- Förderverein des Schulmuseums Bergisch Gladbach
- Galerie + Schloss, Gesellschaft zur Förderung von Tradition und Moderne in Bergisch Gladbach
- Grosse Bensberger KG von 1968 rot-weiss
- Große Gladbacher Karnevalsgesellschaft von 1927 e. V.
- KAJUJA Bergisch Gladbach
- KG Alt-Paffrath
- KG Bensberger Garde Schwarz-Weiß 1971
- KG De Schinghellije e. V.
- KG Löstige Stänedräjer
- KG Narrenzunft Bergisch Gladbach gegründet 1951
- KG Schlader Botze 1958
- Prinzengarde vun 1966 der Großen Gladbacher KG
- Sankt Sebastianus Schützenbruderschaft Schildgen 1907, Ausrichter des Diözesan-Jungschützentages Köln 2007
- Stadtverband Kultur, Dachorganisation der Freien, etwa 5000 Personen, verleiht am 21. Mai, dem Internationalen Tag für kulturelle Entwicklung, den Kulturpreis Der Bopp, benannt nach Ludwig Bopp
- Städtepartnerschaft Bergisch Gladbach–Beit Jala
- Vereinigung zur Erhaltung und Pflege heimatlichen Brauchtums

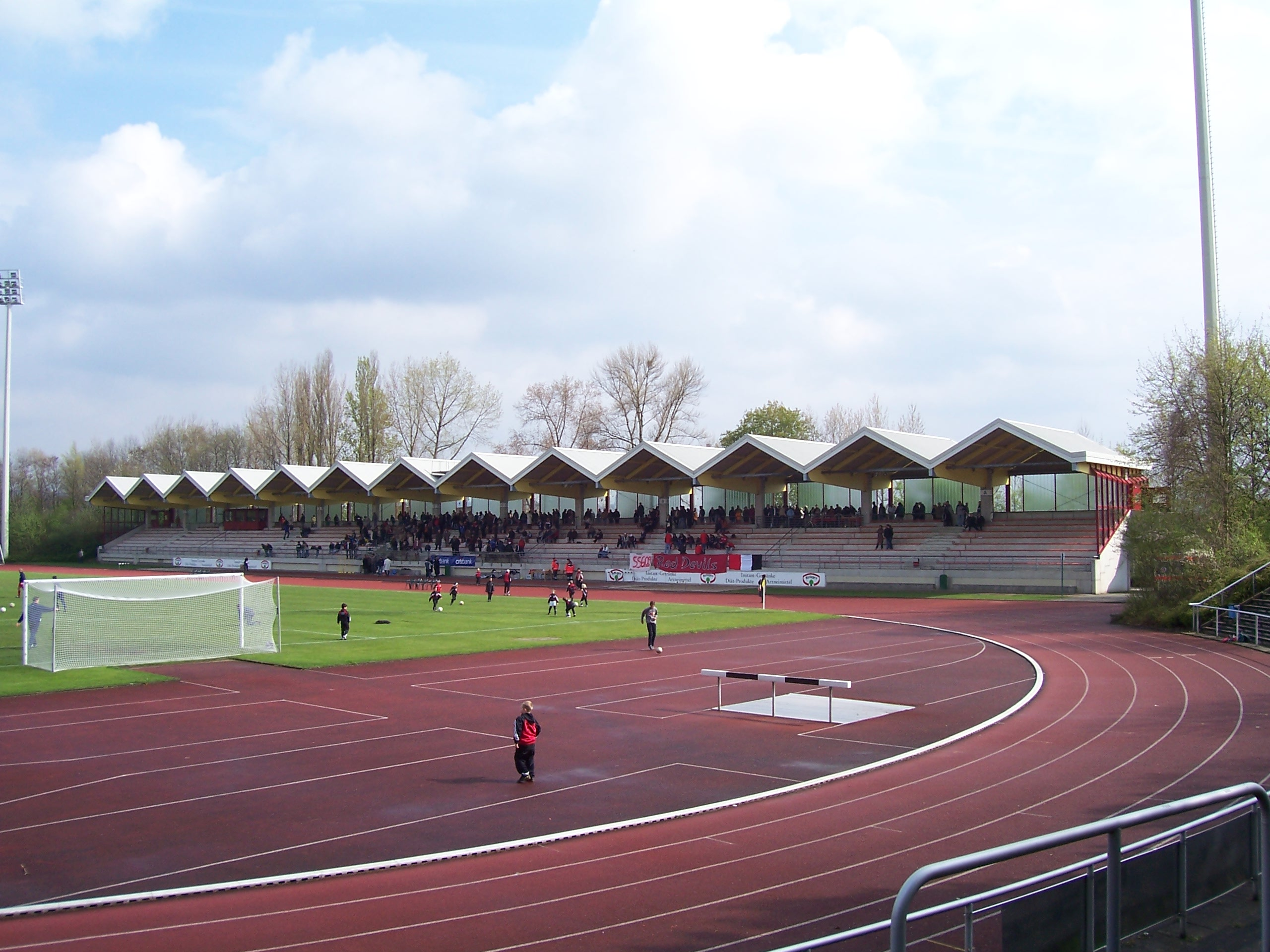
BELKAW-Arena, Stadion von SV Bergisch Gladbach 09

### Sportvereine
- Bergische Pferdesportfreunde e. V. Voltigieren
- Bergisch Gladbach Lions, American Football
- Bergisch Gladbacher Billardclub 1926 e. V. Billard
- Bergischer Luftsportverein
- SV Blau-Weiß Hand, unter anderem Handball, Fußball, Breitensport
- DJK SSV Ommerborn Sand, unter anderem Fußball
- ESV Bergisch Gladbach, Eishockey
- FC Bensberg, Fußball
- Karate Gemeinschaft Bergisch Gladbach 1998
- RSV Staubwolke Refrath 1952, Radsport
- SG Pegasus Rommerscheid 1991, unter anderem Korfball
- Ski-Club Bergisch Gladbach
- SV Refrath, Fußball, Tennis und Segeln
- SV Bergisch Gladbach 09, Fußball
- SV Bergisch Gladbach 1920/71, Schwimmsport
- SSV Jan Wellem 05 Bergisch Gladbach
- TC Grün-Gold Bensberg, Tennis
- THC Rot-Weiß Bergisch Gladbach, Hockey
- Turnerschaft Bergisch Gladbach 1879
- TuS Schildgen 1932, unter anderem Korfball
- TuS Moitzfeld 1961 mit den Abteilungen Fußball, Tennis und Turn & Spiel[39]
- TV Herkenrath, unter anderem Fußball, Turnen, Leichtathletik
- TV Refrath, unter anderem Leichtathletik und Turnen
- TV Bensberg, Basketball, Rhönrad, Judo
- SC 27 Bergisch Gladbach

## Mediale Rezeption der Stadt

### Aufnahme in den Duden
Im Jahr 2017 wurde Bergisch Gladbach in die 27. Auflage des Duden aufgenommen.

### Missbrauchskomplex Bergisch Gladbach
Seit Oktober 2019 ist Bergisch Gladbach bundesweit Thema medialer Berichterstattung, nachdem in ganz Deutschland der sexuelle Missbrauch von Kindern und in diesem Zusammenhang der Besitz und die Verbreitung von Kinderporngrafie im Zuge von Ermittlungen, die in Bergisch Gladbach begannen, aufgedeckt wurde.

### Serienmörder von Bergisch Gladbach
In Bergisch Gladbach kam es am 3. Februar 1996 zu einem Mord. Die Ermittlungen führten die Polizei dabei zu Thomas Lemke, einem Mitglied mehrerer rechtsextremer Organisationen.